# ティーパーティー運動

ガズデン旗, ティーパーティー運動で最も好まれているシンボル。アメリカでは愛国主義の象徴とされる旗の一つ

ティーパーティー運動（ティーパーティーうんどう、英: Tea Party movement）は、2009年からアメリカ合衆国で始まった保守派のポピュリスト運動である。バラク・オバマ政権の自動車産業や金融機関への救済の反対、さらには景気刺激策や医療保険制度改革（オバマケア）における「大きな政府」路線に対する抗議を中心とする。茶会運動ともいう。
オバマ大統領の就任式の直後に始まったことから反オバマ運動としての右派の側面もあり、2010年11月の中間選挙で共和党大躍進の原動力となった。
「ティーパーティー（Tea Party）」という名称は、当時の宗主国イギリスの茶法（課税）に対して反旗を翻した1773年のボストン茶会事件（Boston Tea Party）に由来しており、同時にティーは「もう税金はたくさんだ（Taxed Enough Already）」の頭字語でもある。
ただし現代のティーパーティーは、ボストン茶会事件の時と違って、課税反対は象徴的意味しか持たず、実態は、総じて税金の無駄遣いを批判して「小さな政府」を推進しようという運動で、「アメリカ人の中核的価値への回帰」を訴える保守系独立政治勢力である。保守派の観点からの憲法的価値観の復興を唱える。

## 運動の流れ

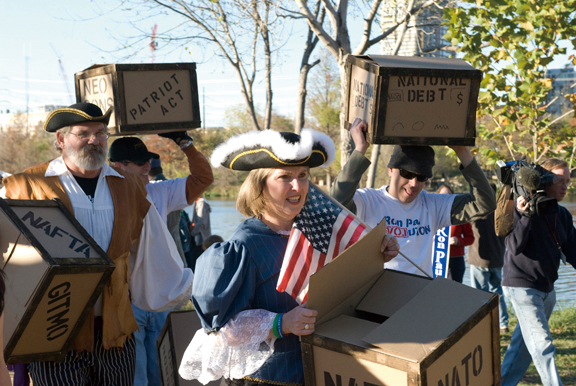
2007年12月16日, テキサス州オースティンで開かれたボストン茶会事件記念日のロン・ポール支持者の行進

最初に「ティーパーティー」という歴史用語をアメリカ政治に蘇らせたのは、アメリカ合衆国下院議員のロン・ポールであった。それは2007年12月16日のことで、彼はボストン茶会事件232周年を祝う集会を開催し、翌年の共和党大統領予備選の資金集めのためにウェブサイトを開設して、支持者や活動員、献金を募ったのである。
この日のデモ集会は支持団体のある各州でも行われ、茶箱を模した箱には、IRSやUN、国債、NAFTA、WTO、愛国者法などと書いてあって、川に投げ込まれた。これらは現在のティーパーティー運動の要求項目とは少し違うが、ポールが廃止撤廃を求めているものである。彼は熱心な小さな政府論者で、当時のブッシュ政権の方針にも反対していた。
結局、ポールは2008年の大統領予備選で敗れたが、次の2012年の共和党指名候補に立候補して、”彼のティーパーティー”は、インターネットを活用した草の根運動というところなど、運動の雛型にもなった。ロン・ポールは運動の思想的な後見人とも言われ、そのリーダーの1人である。（関連話）

### 初期の抗議活動
抗議活動のめばえは、リーマン・ショックに端を発するアメリカの景気後退を背景に、異なる動機で、異なる形態ではあったが、しかし草の根的に各地で起こっていた。
2009年1月24日、ニューヨーク州で知事がダイエット飲料以外のソフトドリンクに18％の課税をすると、通称「肥満税」または「ソーダ税」の増税を提案したのに反対して、ニューヨーク市で若い活動家がネイティブアメリカンのように羽根飾りをつけてボストン茶会事件の故事を模した抗議活動をした。これはメディアに登場した最初の関連活動である。この法案は結局否決された。
上下両院を制する民主党の景気刺激策の成立が現実味を帯びてくると、これに反対して、インターネット掲示板への投稿から始まったティーバッグ入りの手紙を送りつけて議会の反対票を集める運動が起こった。これがティーバッガーの由来である（後述）。
しかし2009年1月27日、景気刺激策がアメリカ連邦議会を通過した前日に、ラジオ・トークショー主催者ラッシュ・リンボーによって造り出された、ばらまき型の景気刺激策を批判する造語「ポーキュラス」が放送で広まったことから、こちらの方が有名となり、当初はお茶ではなく、税金の無駄遣いを象徴する豚がこの運動のシンボルとなった。現在では最初のティーパーティー抗議と見なされている、2月10日のフロリダ州フォートマイヤーズ市役所前でのメアリー・ラコビッチの抗議の模様でもプラカードに豚の写真が見える。

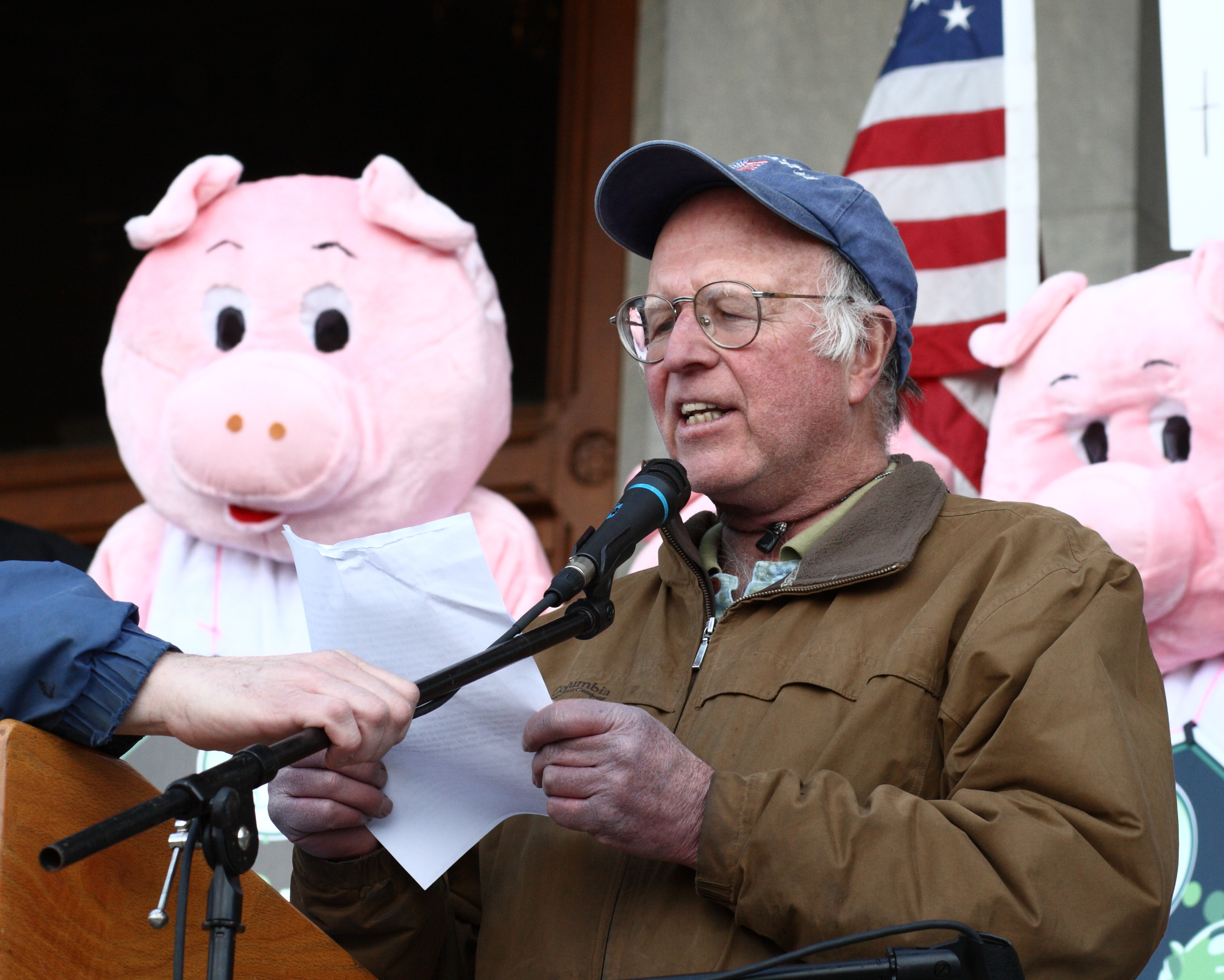
コネチカット州ハートフォード，2009年4月15日, TaxDay抗議の様子。背後にシンボルの豚が見える

2月16日にオバマ大統領が署名して2009年のアメリカ経済回復・再投資法として成立し、シアトルではケリ・カレンダーによる抗議運動が起こったが、このときもポーキュラス抗議として報道されたが、すでに抗議者の手には星条旗の他にガズデン旗の使用も見られた。その主張は総じて「オバマは社会主義」というもので、大きな政府、歳出増加につながりかねないすべての政策に反対し、警戒を促していた。これら少人数による反オバマの抗議が地元メディアで報道されると、FOXニュースが飛びつき、抗議者を番組ゲストに喚ぶなどして盛んに全国にむけて放送した。また後述するが、当初からフリーダムワークスがこの広報戦略には関わっていたとされる。彼らはオバマ個人に批判を集中させないようにアドバイスしていた。しかし当初、報道は保守メディアが主で、本格的に世間に認知されたのは次の出来事が起こってからであった。

#### ティーパーティー命名の経緯
2009年2月19日、CNBCの経済アナリストであるリック・サンテリが、シカゴ証券取引所からのニュース生中継中に、オバマ政権のサブプライム住宅ローン問題で焦げ付いた住宅ローンを再融資するという救済案を、悪い行いを奨励するモラル・ハザードであると厳しく批判し、「もともと無理なローンを組んで払いきれなくなった負け犬連中の借金をなぜ補助金で肩代わりしなければならないのか」「支払いに窮した他人のローンを代わりに払ってやろうという人間が、一体このアメリカに何人いるのか」と熱弁して、近くにいたトレーダー達の拍手喝采をうけた。彼はさらに建国の父たちを引き合いに出して、「ベンジャミン・フランクリンやジェファーソンのような人々は、今我々がしていることを見て墓の中でひっくり返っているだろう」と言って、大統領の方針に反対するため「シカゴ・ティーパーティー」と名付けた抗議活動を起こそうと（半ば冗談で）呼びかけた。このオバマ大統領のお膝元で起こった”シカゴの反乱”とも呼ばれた出来事が、直接的な運動の名前の由来となった。
「サンテリの叫び」と題された動画は瞬く間に広がり、呼びかけに応じてすぐにいくつかのオンラインサイトが自主的に（またはフリーダムワークスによって）立ち上げられて、多くの賛同者を集めると、2月27日、シカゴを含む全国40以上の都市でより愛国的な「ティーパーティー」の名前を冠した抗議活動として実を結び、これが報道されたことから、他のメディアでも使われていくようになった。なおサンテリが発言した翌日の2月20日には、ロバート・ギブズ報道官が異例の反論を行ったが、「法案をちゃんと読んだのか」と懐疑的に述べるとともに、相手を小馬鹿にしたような態度をとったため、その動画も広まり、沈静化するどころか逆に抗議活動を煽った面も少なくない。

#### 抗議活動の特徴
抗議活動は、前ブッシュ政権からの負債と景気後退による、近い将来に増税が行われるのではないかという不安から起きた抗議から始まり、黒人のオバマ大統領の誕生と、景気刺激策に伴う国家債務の増加に対してその懸念が高まって、財政規律を求めて広まった。信用不安の際に銀行には巨額の資金が投入されたのに対して、銀行に支払われた住宅ローン差し押さえ救済資金が不十分であったことも不満の要因である。抗議は、2009年3月にAIGの役員に賞与が支払われたことが明らかになると劇的に盛りあがり、抗議集会で公衆に認識されるまでになった。財政赤字が将来の世代への負債となり将来の増税につながる、納税者は税の無駄遣いに抗議せよ、という論法であったので、反対行動が1978年の「納税者の反乱」呼ばれた事件と同じ系譜に属すると分析もあったが、反オバマ・反民主党の立場が顕著で、運動は様々な扇動者の力により、挑発的になっていった。
抗議活動は、当初は（過激な言動を好む保守系の）若者が主体であり、ブログ・MySpace・Facebook・Twitter・YouTube・インターネット掲示板等の現代的なオンラインツールを活用しているのが特徴で、主要メディアからばかりではなく、個人の発言を含めた、双方向の情報発信で政治運動に活気が吹き込まれているのが、草の根といわれる所以。ただしその後、ティーパーティー参加者に中高年が増えて、その情報源はテレビ(47%)、インターネット(24%)、新聞(8%)、携帯メール(4%)の順になりで、運動の広がりを助長した特定メディア、保守系ラジオやテレビの存在も指摘されている。（下記を参照）

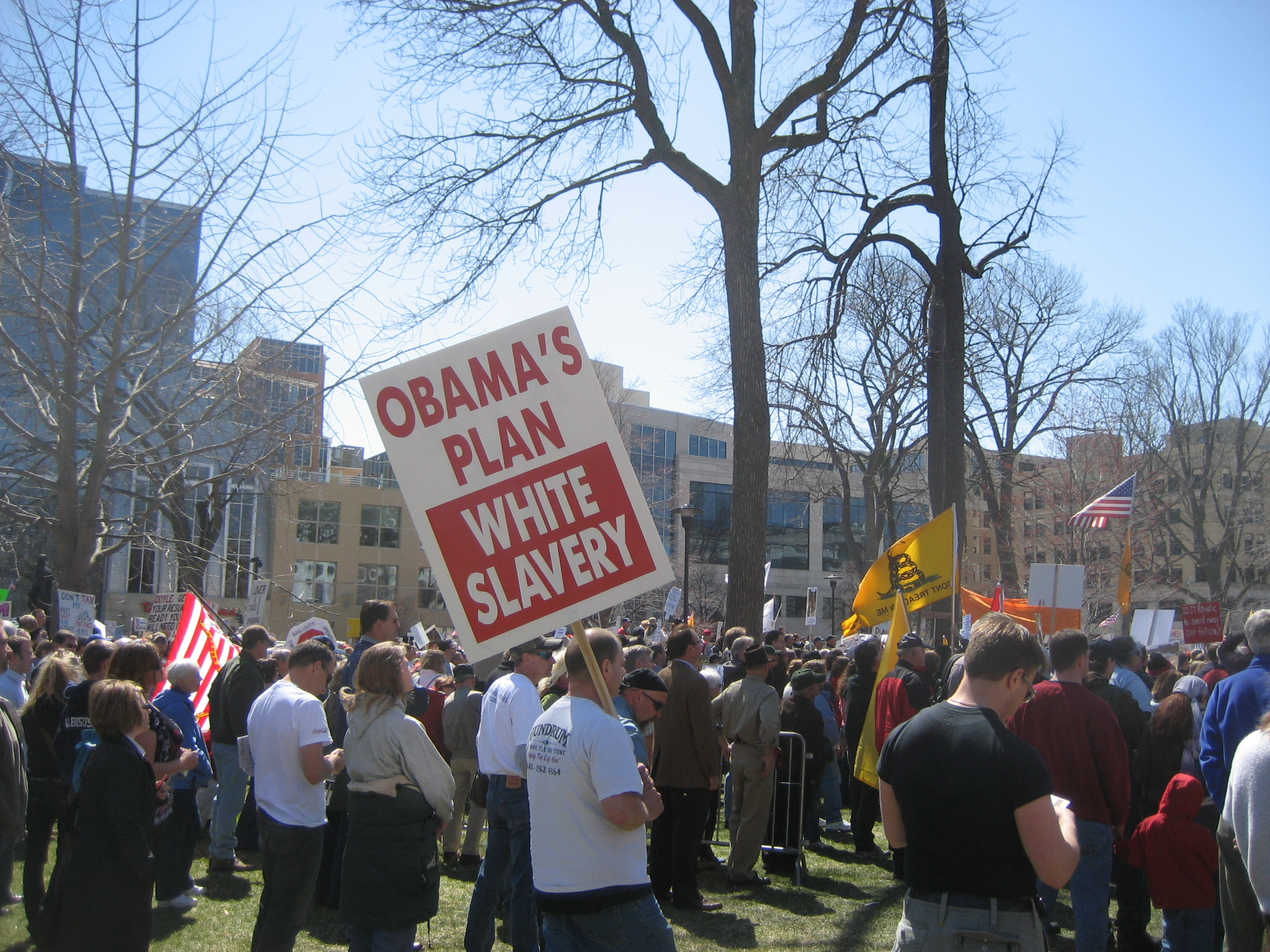
ウィスコンシン州マディソンでの集会の様子，2009年4月14日

### 抗議活動の全米への広がり

#### 納税者の行進
2009年3月13日、FOXテレビの番組司会者で右翼の論客グレン・ベックは、「9-12プロジェクト」と銘打った、首都ワシントンでの抗議行動を目指す、挑発的な政治企画を番組内で始めた。どこが挑発的かというと、わざわざ同時多発テロ9・11の翌日に回帰を求めてアメリカの団結を訴えたことで、テロ被害を臆面もなく政治利用するとともに、日頃からベックが独裁者・社会主義者・共産主義者と罵るオバマ大統領が敵としてテロリストと同視されているのは明らかだったからだ。9-12プロジェクトは、後にティーパーティー運動と合流した。
2009年4月15日のTax Day（アメリカの確定申告締切日）には、750以上もの大小ティーパーティー各団体が全国各地で抗議集会を組織するに至り、運動の広がりは驚きを持って報道された。各団体は連合して、ラジオ司会者マーク・ウィリアムスをスポークスマンとし、同月28日から「ティーパーティー・エクスプレス」と題した全米ツアーも開始した。彼らは33都市を巡って、9月12日に首都ワシントンで7万人規模の「納税者の行進」のイベントを行い、次第にアメリカ政治の表舞台でも注目を集めていった。この日の抗議集会の企画元であるFOXテレビとグレン・ベックは、特別番組を編成して模様を生中継した。エクスプレスの方は、2010年の中間選挙での団結を目指して4回の全米ツアーを敢行し、て各地のティーパーティーの選挙活動を大いに盛り上げた。

#### マサチューセッツの奇跡
ティーパーティー運動がアメリカ政治の潮流として脚光を浴びたのは、2010年1月19日、医療保険（）改革に熱心に取り組んでいた民主党の大物エドワード・ケネディ上院議員の死去に伴う上院補欠選挙でのことであった。このマサチューセッツ州の議席は、民主党とケネディ家が約半世紀守ってきた、いわゆる”牙城”であったが、これが無名の新人候補によって奪われたのである。
ティーパーティー・パトリオッツは、新人のスコット・ブラウン候補を擁立し、共和党予備選でマサチューセッツ州で従来から指名候補者だったロビンソン候補を下馬評を覆す大差で破り、さらに本選でもブラウンはティーパーティー運動の支持を受けて、「カート・シリングはヤンキースファン」との失言をした民主党候補マーサ・コークリー州司法長官を破って当選した。これは「マサチューセッツの奇跡」とも呼ばれ、これによりマサチューセッツ州の上院議席のうち1つは一足早く2013年まで共和党のものとなり、上院の議事進行妨害行為を阻止するのに必要な安定多数である60議席を民主党は割ることになった。これで一時的ながら、医療保険改革に待ったをかけることに成功した。

#### 保守の逆襲
こうして始まった保守の逆襲は、全米の政治トレンドとなった。勢いを増したティーパーティー運動は、保守派の草の根運動の代名詞とされた。この草の根は、次第に組織力を増して、全国的展開をする団体も現れるようになった。一部では共和党の非主流派の活動ともリンクし、議会圧力団体であると同時に、強力な集票マシンでもあり、小口の支援者を大量に集める集金力も運動の強みであった。（下記を参照）

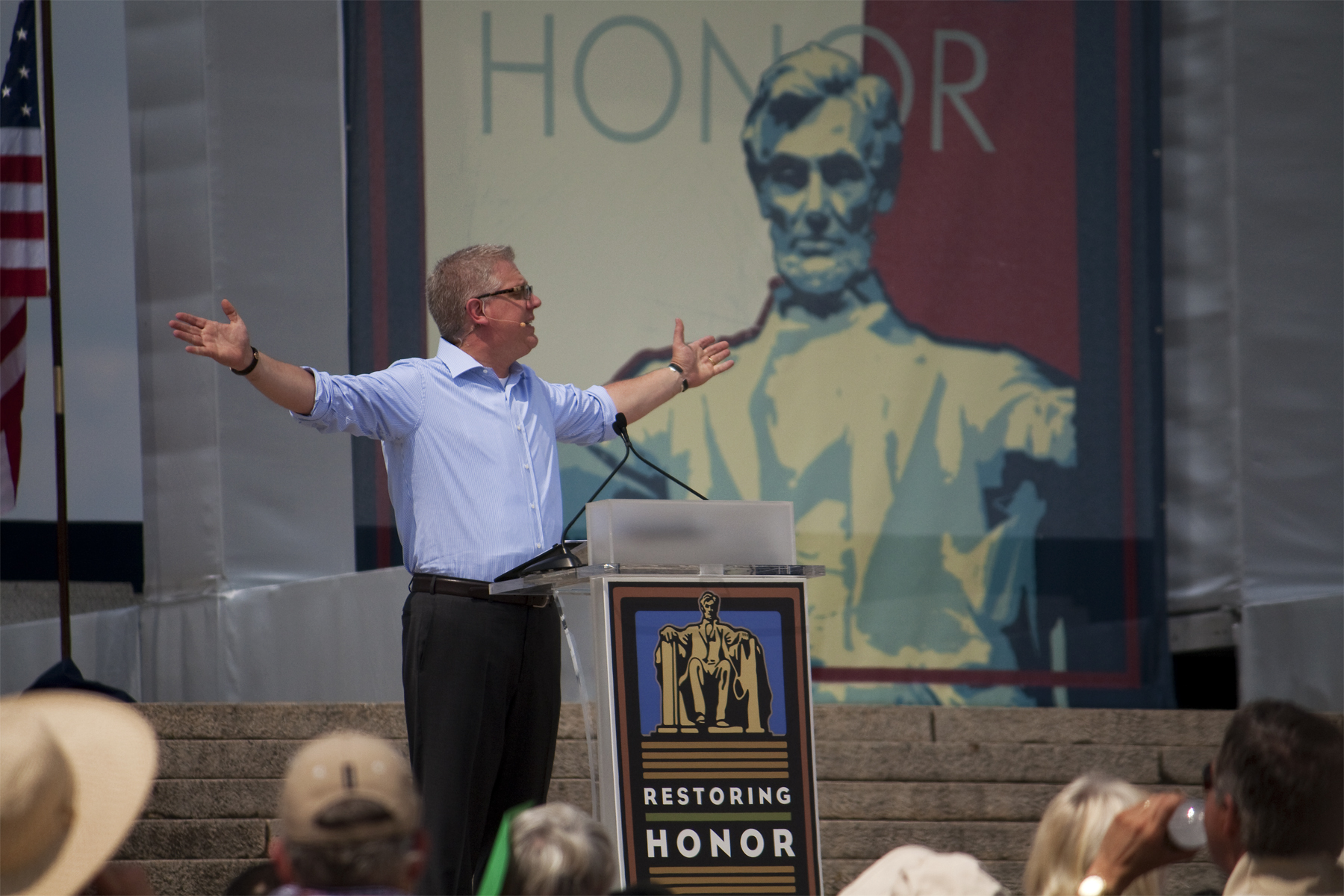
ワシントンD.C.,非政治的と称する「名誉回復」の集会で演説するグレン・ベック，2010年8月28日

2010年2月4日から3日間、テネシー州ナッシュビルで初のティーパーティー全国大会が開催され、さらにその広告塔として依然として注目の的であったサラ・ペイリン前共和党副大統領候補（前アラスカ州知事）が高額の出演料で担ぎ出された。彼女は大会の基調演説を行い、「アメリカは第二の革命に進もうとしている、みなさんはその一員なのです」と述べて喝采を浴び、反オバマ色を鮮明にし、以後、ペイリンはマスコミから”非公式”な運動のリーダーと目されるようになった。
2010年4月15日、二回目となるTax Dayの抗議では、全米数千箇所で抗議集会が開かれたと報道された。運動は非常に熱を帯びるようになり、共和党の予備選を前にしたこの3月、4月は運動は特に活発で、単なる大統領や議会への抗議から、候補者への圧力団体にシフトする傾向が見られた。
2010年8月28日、ワシントン大行進から47周年になるキング牧師の演説記念日に、首都ワシントンのリンカーン記念堂前でティーパーティーが主催する「名誉回復」を掲げた大規模な集会が開かれた。この集会を呼びかけたのはグレン・ベックで、サラ・ペイリンもゲストで招かれた。ベックは自ら演説して「神への回帰」を説き、キリスト教への信仰心を持って18世紀の建国の父の思想に立ち戻るべきだと訴えた。あえて黒人公民権運動活動家の記念日にほぼ白人のみ（後述）の集会を開いたことに対して「キング牧師への侮辱だ」との批判が続出したが、ベックは「30万～50万人が集まった」と称して、11月の中間選挙を控え、ティーパーティー運動と保守派の勢いをアピールした。またこの非政治的集会によって、運動には宗教的保守の側面があることも明らかになった。
中間選挙が近づくと、ティーパーティー運動がどう選挙に影響するかが話題となった。政策面では、ティーパーティー各グループの主張にはばらつきがあり、余りに保守的（財政保守主義だけに留まらず、宗教保守派の主張が色濃く、中絶禁止や同性婚の反対なども含む）なため、実際の選挙では鍵となる中道と無党派層の支持を失う結果になるのではないかとも分析されていた。（後述） そこで運動の真価は実際の選挙で試されることになった。（2010年の中間選挙の詳細については下記）

#### リベラル派の対抗
保守派のティーパーティー運動が盛んになると、これに対抗してポピュリズム（ここでは大衆運動ほどの意味）と闘うためにさらなるポピュリズムの力が必要だと考えるグループにより、民主党支持基盤のリベラル派の草の根運動にもコーヒーパーティー運動と呼ばれるものができて、ティーパーティー同様に、全国に拡大した。さらにこれとは別に、2010年10月2日、ティーパーティーに反対する左派リベラル団体（アメリカ共産党など）やゲイ団体により、「ワン・ネイション」集会がワシントンD.C.のナショナル・モールで開かれた。この「ワン・ネイション」集会は前述の「名誉回復」集会よりも人の出は大いに劣ったが、ティーパーティー運動の盛り上がりとともに、「ティーパーティーに代わるものではないが、”解毒剤”でありたい」という彼らのようなリベラル側の反対勢力も活気づき、民主党の大敗を防ごうとした。

2010年10月30日の中間選挙直前にも、コメディアンのジョン・スチュワートとスティーヴン・コルベアの二人が（特にティーパーティーというよりは）グレン・ベックとFOXテレビを茶化すことを目的に、「正気または恐怖を回復するための集会」を同じく首都で開催した。”お笑い”が中間選挙にどの程度の影響を与えたかは不明だが、催しは盛況であった。

### 中間選挙後の退潮
中間選挙に大勝利した日、ティーパーティー運動は一つの最高潮を迎えた。財政的に責任ある下院議会にするという目標を達成したからである。オバマ大統領も歴史的敗北を受けて方針転換して、より中道に歩み寄る姿勢にシフトしてブッシュ減税は丸呑みに近い形で継続させた。しかし寄せた波が引くのは世の常である。アメリカの経済はリセッションがすでに終息したにもかかわらず、失業率は高く、回復は低調で、連邦政府の債務も14兆3,000億ドルの上限に達して、肥大化した「大きな政府」という運動が変革をもとめていた本質的な問題は一切解決していなかったが、今後、予算案や法案を通す役割を果たすのは共和党がリードする新議会なのであって、攻守の立場は変化した。さらにその後に起こった事件の影響で、選挙の勝者達が1月5日に議会に議員として集ってまだまもないというのに、潮目は変わり始めた。ポピュリストと小さな政府主義者はそれぞれ課題にぶち当たった。

#### アリゾナ銃乱射事件と「血の中傷」
2011年1月8日、アリゾナ州ツーソンで銃乱射事件が起きた。スーパーマーケットを会場とする政治集会で若い男が銃を乱射し、民主党のガブリエル・ギフォーズ下院議員が頭部を撃たれ、彼女は一命を取りとめたが、9歳の少女を含む6人が死亡、14人が負傷する大惨事となった。議員が標的となったことから報道合戦は過熱した。犯人は当初完全黙秘していたのだが、政治的理由で起こされた可能性があるとする憶測が急速に広まり、ギフォーズ議員のような民主党の中道派が狙われたのは、ティーパーティー運動を支持するサラ・ペイリンなどの保守派が煽ったからだという批判が巻き起こった。これは中間選挙の時にペイリンが「撤退してはならない。代わりに弾丸をつめろ」と発言していて、狙撃された議員を含む複数の民主党候補優位の選挙区に”標的マーク”をつけた地図をウェブにアップしていたからで、「弾丸をつめろ」の真意は「投票を意味していた」と釈明されたが、全米ライフル協会の終身会員であるペイリンの発言だけに、特に精神に問題のある常軌を逸した人物には、文字通り”撃ち殺せ”の意味にとられかねないと思われたからである。
1月12日、非難の矢面に立たされたペイリンはビデオ声明を発表し、被害者への哀悼もそこそこに「自分への非難は政治的陰謀」で、「ジャーナリストや評論家は、憎しみや暴力をあおる『血の中傷』をでっち上げるべきではない」と厳しい口調で反論した。しかし発言は宗教的に不穏当であったほか、まだ被害者が死線をさまよい、遺族が悲しんでいる最中に、極めて不謹慎であるという印象が世論に広まって、逆に支持者が一気に離れた。その後の捜査で、事件には全く政治的動機がなかったことが明らかになったが、この事件はいつものペイリンの失態というだけでなく、ティーパーティー運動の過度に攻撃的な政治手法そのものに冷水を浴びせ、一時のブームの「憑き物が落ちる」きっかけになったとされる。

#### 労働組合との対決

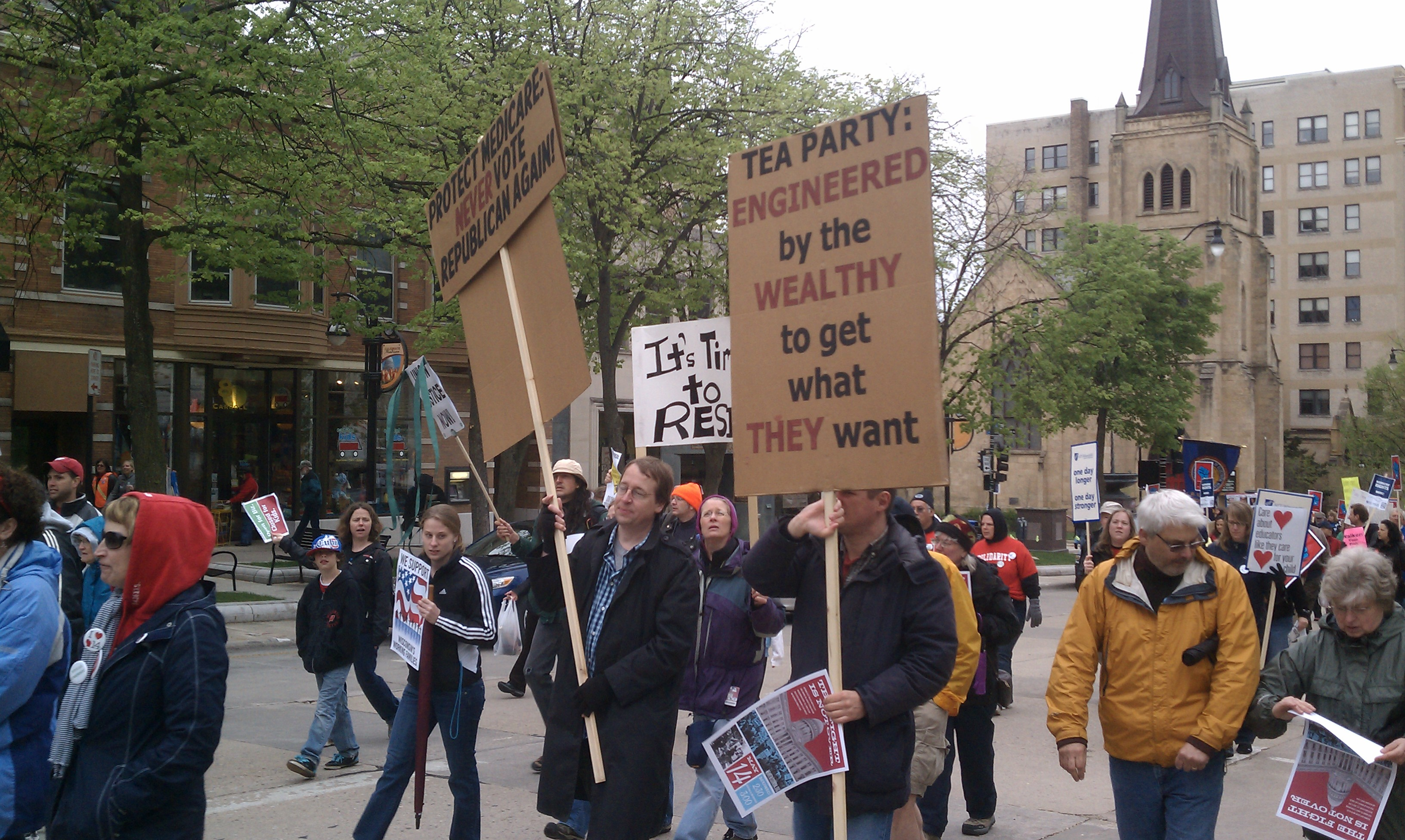
2011年5月14日, ウィスコンシン州， 反対派労組のデモ行進

2011年2月18日、ウィスコンシン州のスコット・ウォーカー州知事が推し進める公務員労働組合の団体交渉権を大幅に制限する「財政修繕法案」に反対して、教職員組合などを中心に反対派市民が立ち上がり、大規模なデモが発生。州議事堂に乱入する騒ぎとなった。ティーパーティー活動家たちはデモのために休職した教職員の実名リスト公表して攻撃するなどして知事側を支援したが、同法への反対は1週間のうちに隣接するイリノイ州、バーモント州、オハイオ州、さらにはペンシルベニア州、ニューヨーク州、ケンタッキー州などにも拡大した。これはインターネットを中心に政治活動を行うリベラル派市民団体「ムーブオン・ドット・オルグ」が、各州の労組支援に動き、連帯したからであった。オバマ大統領の草の根市民団体「オーガナイジング・フォー・アメリカ」なども反対運動に加わったが、同法は結局、3月10日に可決された。「組合への攻撃」は、労組を支持基盤とする民主党への間接的な攻撃でもあったが、ティーパーティー運動の後押しをうけた共和党の知事や州議会の支出削減の動きは、労働組合らの激しい抵抗にあって、草の根の元祖である労組との、草の根対草の根という熾烈な争いとなって全米に波及し、刺激を受けたリベラル派は次のウォール街占拠運動へと走った。財政再建への世論の後押しもあり、保守の「激しい歳出カット」という政策は一定の支持を得たが、この点においてティーパーティーと共和党主流派の境界は曖昧になり、独自勢力としての存在感は薄れた。

#### ストップ・ロムニー運動
リーダー不在という問題（後述）から、2012年の共和党大統領候補者争いではティーパーティー運動は中間選挙の時のような存在感をまだ発揮できていなかった。特にハッカビーとドナルド・トランプの相次ぐ不出馬表明では、支持集会の突然のキャンセルと相まって混乱を広げ、さらに候補者レースが始まってもまだ態度を保留するペイリンの姿勢は支持者とマスコミを困惑させた。
危機感を強めたティーパーティーとフリーダムワークスは、有力視されている中道派の候補・ミット・ロムニー前マサチューセッツ州知事に狙いを定めて、ストップ・ロムニー運動を始めた。フリーダムワークス幹部のアダム・ブランドンは、誰が大統領候補に相応しいかは決めていないとしつつも、「もちろんロムニーを止めるつもりである」と言い、地方のティーパーティー活動家達も同じ意見だとした。これを裏付けるように、6月2日、先の中間選挙のアラスカ州上院選挙に敗れたジョー・ミラーとネバダ州のティーパーティー団体が、ストップ・ロムニー・キャンペーンを始めたことが報じられた。
しかし2011年6月13日、CNNほかの主催でニューハンプシャー州のマンチェスターで開かれた第1回共和党候補者討論会では、前評判通りにロムニーが支持率で他を大きく引き離した。この討論会では候補者7人中少なくとも4人（ポール、バックマン、ケイン、ギングリッチ）がティーパーティー候補で、ほかも保守派の支持をあてにして保守候補同士で票を食い合う状態で、ロムニーが一歩抜け出す要因となったからである。ロムニーは知名度抜群で、資金力もあるが、知事時代に施行した医療制度改革法はオバマ大統領の連邦医療制度改革法と基本的枠組みが同じであり、ティム・ポーレンティー候補から「オバムニー・ケア」と皮肉られるほどで、右派であるティーパーティーとは相性が悪い。ストップ・ロムニー運動の草の根は、穏健派である同候補への保守派の頑なな拒否反応の表れだった。

### 債務上限問題
アメリカの連邦債務上限（14兆3,000億ドル）の引き上げ問題で、8月2日の期限が迫り、デフォルトの危機が囁かれる中、中間選挙で当選したティーパーティー系議員たちは、下院共和党保守派のリーダーであるジム・ジョーダン議員を中心に、同党の下院トップであるジョン・ベイナー下院議長の案に、強硬に反対した。財政赤字削減を強く求めるティーパーティーは新人議員らを後押しし、地元議員に電話攻勢をかけ、「赤字削減が不十分」と共和党指導部を突き上げさせたのである。この動きに対して、ベイナー議長は圧力を強めるとともに、憲法に財政均衡についての修正条項を付すとの条件を追加して懐柔を図ったため、下院で80人と目されているティーパーティー系議員のうち、7月29日に実際にベイナー案に反対票を投じたのは22人に留まった。しかしこの右寄りの修正には、民主党のリード上院院内総務は「理解しがたい」と否定的で、上院ではすぐに否決された。結局、この問題は期限前日に民主共和の指導部が協議して曖昧な妥協案が成立し、下院と上院でも可決され、大統領が署名してデフォルトは回避された。ティーパーティーは久々に存在感を示したが、世界経済を人質に取る行為との批判もよせられた。彼らが共和党にも逆らい、交渉を長引かせたことでS&Pの米国債格下げにもつながったとしてケリー上院議員は「ティー・パーティー格下げ」だと非難し、前大統領上級顧問アクセルロッドも同調したが、対してマケイン上院議員は大統領の指導力にこそ原因があると反論し、ティーパーティー・エクスプレスのクリーマー議長も「暴落は我々のせいではない」と民主党のほうにこそ責任があると語り、責任をなすりつけ合った（関連話）。

## 運動の実態

### 参加者の特徴
当初、ティーバッグを手紙で送るという手法で活動していた背景から、この運動の参加者は、ティーバッガーと呼ばれたことがあるが、卑猥な意味もあるため、最近では集団としてティーパーティーという呼び方、呼ばれ方が一般的である。運動の参加者は無知な連中だと切り捨てる、リベラル系雑誌『ネイション』の発行人カトリーナ・バンデンヒューベルは、ABCテレビの政治討論番組『ジス・ウィーク』に出演した際、ティーバッガーという呼び方を続けて、対談相手にたしなめられたことがある。現在ではティーバッガーには侮蔑的意味があると見なされている。

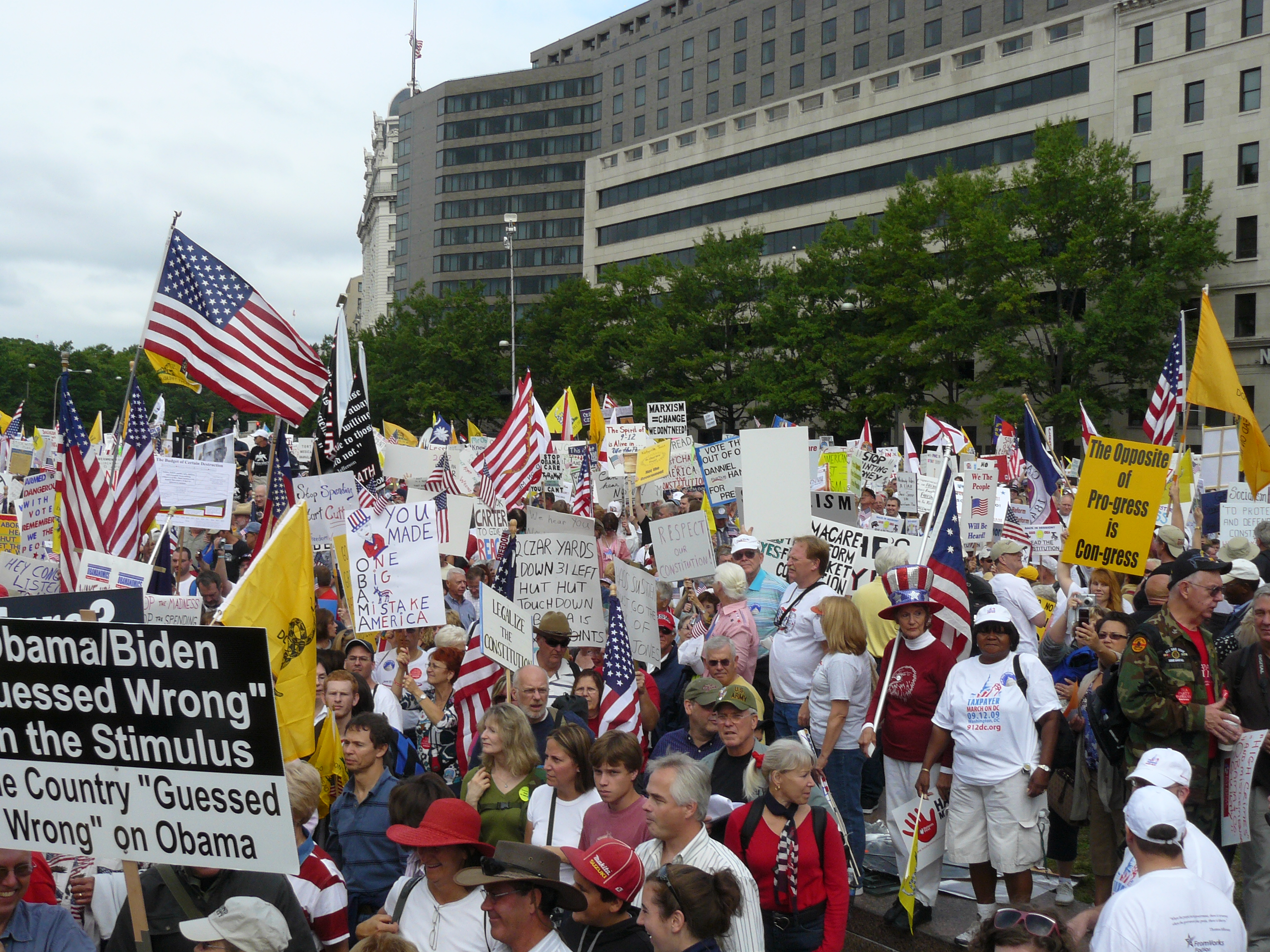
ワシントンD.C.，「納税者の行進」，2009年9月12日，参加者に白髪の中高年の割合が多く、黒人女性も1人写っているが、白人の割合が多く、ヒスパニックや黒人の割合が少ない、いわゆる典型的なアメリカの保守層の縮図が見られる

2010年2月に開催された全国大会の参加者はほぼ全てが白人であったと、日本でも報道された。3月にアメリカで実施された世論調査では、回答者の37％が「ティーパーティーを支持する」と答えており、これは、少なくとも1億1500万のアメリカ国民が、この時点でティーパーティー運動になんらかの共感を示していたことを意味する。CBSニュースの調査によると、参加者における白人の比率は89%と圧倒的で、黒人は1%、アジア系1%、ヒスパニックを含むその他は6%に過ぎなかった。中西部22%や南部36%の出身者、銃保持68%、プロテスタント（主にバプティスト派）61%、など、共和党のなかでも特に保守派傾向の強い地域、大卒以上（70%）の高所得者層（76%）で、45歳以上（75%）の中高年が多いという特徴があった。
アメリカでは常に最大の政治課題とされる経済について、参加者は、2010年4月時点で今の経済状態はとても悪い（54%）と答え、さらに悪化する（42%）と考えていたが、そうなった原因は議会にあると考えていた人が28%と一番多かった。これはアメリカの平均的な認識とは顕著に異なり、原因について全米調査の意見として一番多いのは、ブッシュ政権の失政の32%であった。一方、所得税については、参加者の52%が適正と答え、不適正と答えたのは42%と少なく、これは全米意見の適正（62%）と不適正（30%）の割合よりも多いものの、ティーパーティー運動が課税反対運動であると単純に言えない理由がここにある。減税については賛成も反対も拮抗しており、これは全米意見とほとんど大差なかった。ティーパーティーは後述のようにオバマ政権にも満足していないが、政策上の不満と怒りの矛先は議会に向けられていて、別の2010年9月の調査でも、議会不支持率（73%）はオバマ不支持率（49%）よりも格段に高かった。世論調査から見えてきた真の姿は、ボストン茶会事件の時と違って、増税というよりも税の無駄遣いを問題にして、議会を槍玉に挙げていた。そして歳出削減が雇用創出につながると考えて、小さな政府を求めるというものであった。（関連話）
参加者は不法移民問題では強硬派であり、82%が不法移民流入に断固とした措置を講じるべきだと考えている。これはメキシコ国境の州では激しい争点だが、増加するラテン人口の支持を取り込むのは望み薄で、ティーパーティーの選挙での弱点の一つである。また2010年4月12日のオハイオ州スプリングボロでのティーパーティー集会ではTwitterで、ラテン系アメリカ人を侮辱する「スピック」という表現で不法移民の多さに怒りを表したメッセージが流れて問題になった。
さらに参加者の82%は同性婚を深刻な問題ととらえており、40%はゲイ・レズビアンのカップルには一切の法的権利を認めるべきではないと答える宗教保守派の立場であるが、ほぼ同数の41%はシビル・ユニオンは容認するという妥協派に分かれる。家族の価値については大半が重視しているものの、それを”政府”が推進する必要性については賛成が45.7%、反対が51%と意見が分かれる。
このようにティーパーティーは社会争点を持つが、経済争点以外において意見は見事に分裂しており、後述のようにイデオロギーは固まっていない。
一方、ティーパーティーの集会では、アメリカでは由緒のあるガズデン旗がシンボルの一つとして好んで用いられている。この旗のモットーは「俺を踏みつけるな」であり、これには貧富の差の拡大（または価値観の溝）を背景にした、オバマ支持層のニューリッチやインテリ、エリート階層への反発が込められていて、反エスタブリッシュメント、つまり既存政治への不信感が運動の原動力の一つとなっているとされる。保守、アメリカ人の中核的価値への回帰も一貫した基調であり、憲法保守派（後述）を自認してポケットサイズの憲法を持ち運ぶ参加者も見られ、集会で独立戦争当時の扮装が見られるのもこのためで、ティーパーティーというノスタルジックな名前にも彼らの志向は現れている。

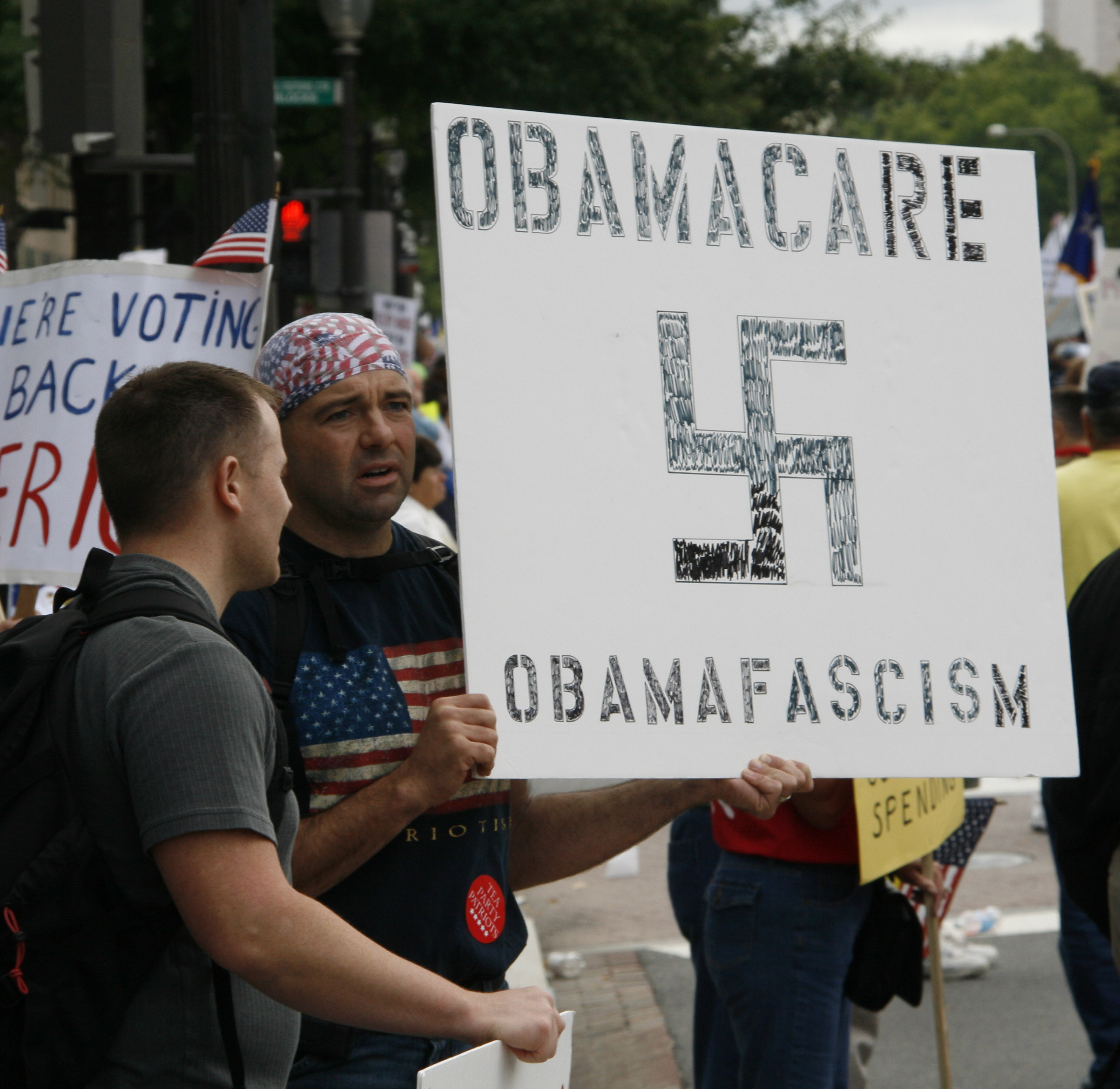
ワシントンD.C.，同じく「納税者の行進」，2009年9月12日

#### 人種差別に対する批判
2009年頃の抗議集会では、オバマ大統領の顔を映画『ダークナイト』のジョーカーに模して描いた人種差別的なプラカードがしばしば見られて、物議をかもした。肌を白塗りにしたこの姿は、ハリウッドが黒人役を黒塗りにした白人俳優が演じた過去にあてこすったもので、オバマ大統領が白人を演じる黒人であるとの誹謗の意味が込められている。またこれらのプラカードには、人種差別的内容以外に、大統領を社会主義者と罵る文面やムスリムとしてレッテル貼りするなど、過度に扇動的で、個人批判に近い文章が書かれていることが多く、ティーパーティー運動に、ただ大きな政府や増税批判に留まらない、アメリカの分裂を象徴する側面があることがうかがえる。
ティーパーティー運動が人種差別を内在するのかはアメリカでも議論が続いている。少なくとも一部の集会や参加者のなかには弁護のしようのない人種差別が見られ、活動家のデイル・ロバートソンは「議会＝奴隷主、納税者＝ニガー」と書いた看板をもっていて批判を浴びた。扇動者としての役割を果たしているリンボーやベック、マーク・ウィリアムスの過激な言葉には、愉快犯的で意図的な差別表現があり、聴衆への悪影響も懸念される。プラカードにたまに見られる「ナチ」や「ファシズム」、「ヒトラー」といった表現は、彼らの言葉そのままの受け売りである。ヘルスケア反対派のティーパーティー支持者が、オバマ支持者や民主党員に対して、かなり酷い言葉や罵声を浴びせたと主張されたことがあり、反論もあったが、ティーパーティー各団体は、Nワードなどは使わないように参加者に注意していた。
ティーパーティー運動に反対するリベラリストの61%は、彼らの反オバマの姿勢の根底には人種差別的敵意があると見る一方で、ティーパーティー運動を支持する保守派の7%しかその意見に賛同しない。しかし参加者の52%は最近黒人との人種的軋轢が高まったと答えており、25%はオバマ政権では白人よりも黒人が優遇されると答えている。参加者自身は、人種差別と関連付けられることは、メディアが作り上げたでっち上げであると主張することが多く、ティーパーティーに参加した数少ない黒人参加者達は、一様に、不当不快な扱いは受けていないと反論している。当初、リベラル派が一方的に「人種差別的で反動的」な運動であるみなして負のレッテルを貼ろうと躍起になっていたのも事実で、ウォルター・ラッセル・ミードはボストン茶会事件においても課税反対者は暴力的で野蛮だという世論の批判も一部では受けたと指摘し、現代のティーパーティーへの批判はあらゆる政治的立場の人々がこのブランドの下に結集して、急に「自分はティーパーティー派の支持者だ」と言い出したことに起因し、雑多であるがゆえに明確に定義できないのがこの運動の参加者の特徴とする。
2011年5月21日、元ピザ・チェーン最高経営責任者で保守系ラジオトーク番組のホストを務めるハーマン・ケインは、共和党大統領候補の予備選に出馬表明した。彼は40のティーパーティー団体の熱い支持を受けているが、黒人である。人種差別的偏向をことさら強調する論調や行動は、この草の根運動が藪から出てメジャーになるに従って、余り見られなくなった。

### 草の根は本物か?

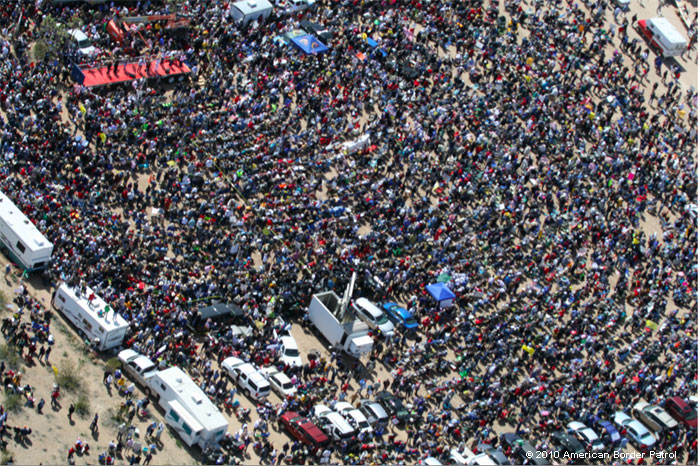
2010年3月27日, ネバダ州サーチライト，第3回エクスプレスに集まった大群衆。壇上にはサラ・ペイリン

2009年4月12日付けの『ニューヨーク・タイムズ』紙において、ノーベル経済学賞の受賞歴のある著名なリベラル派の論評コラムニストのポール・クルーグマンは、ティーパーティーは自然発生的な国民感情が発揮された結果ではないとの主張を展開した。彼によれば、ティーパーティー運動はいわば「人工芝運動（草の根を装った政治イベント）」であり、共和党の戦略を担当するいつもの面々によって創られたもので、その中心的役割を担っているのはフリーダムワークスという元下院院内総務のリチャード・アーミーによって運営されている組織であり、いつもの右派の億万長者たちによって経済的に援助されていると指摘。そして運動はFOXニュースによって大々的に宣伝されることで支えられているところが大きいとした。当時の民主党下院議長ナンシー・ペロシなどもこの説に同調し、「これは本物の草の根運動ではなく、富裕層への減税をやめて中間所得者への減税に振り分けようとする（民主党の政策）から目を反らすための”人工芝”」に過ぎないと述べた。
ただしこれには反論もあり、（リバタリアンのコメンテーターおよび著名なブロガー）グレン・レノルズは、翌4月13日付けのニューヨーク・ポスト紙において、草の根は天然芝（本物）であり、参加者はデモに慣れたセミプロの抗議者ではなく、仕事を持つ普通の人々、今まで抗議行動に参加したことがないような人々で、アメリカ政治に最近見かけなくなったエネルギーを吹き込む、新しい活動家であると指摘した。またティーパーティーの全国大会が、クルーグマンが指摘するような共和党保守派有力者がはっきり後援しているティーパーティー・パトリオッツという団体からのスポンサー契約を断ったことなどを受けて、ティーパーティーが必ずしも共和党に従属する存在ではないとも指摘。ワシントン・イグザミナー紙において、ティーパーティー運動は下から上への運動であり上から下へのものではない、自立自尊であると主張して、「アメリカ第三の覚醒」であるとまで言っている。
とはいえ、TPMのリポーターであるブライアン・ビュートラーの4月14日付けの補足記事にもあるように、少なくとも当初は演出された草の根であったと考える根拠がいくつかあった。また同じくTPMのザカリー・ロスは、多くのティーパーティー団体が共和党やフリーダムワークスに会計処理を任せて事実上資金提供を受けていると指摘した。フリーダムワークスについては、このティーパーティー運動以前にも、他の草の根運動をプロデュースしてきた実績があり、共和党のオペレーションが動いていることに疑いの余地はない。しかも今回は非常に効果を上げていたと言えるだろう。ティーパーティー・エクスプレスなどの大規模イベントも明らかに組織化された動員型の政治イベントであった。
しかし団体や参加者が全て組織化されているかといえばそうともいえず、過激なプラカードにも現れるように、雑多で無秩序な集団であるのも事実だ。運動が拡大する課程で、不満をもつアメリカ人（の特に白人）の琴線にふれるものがあったのだろう。運動自体には確かに制御不能の本物の勢いがあった。また参加者の78%は保守派の共和党員で、共和党に投票するが、その75%が共和党主流派と関係のないアウトサイダーの候補を支持すると表明していたことから、運動がこうも盛り上がった後では、後述のように共和党主流派はその対応に苦慮することになった。彼らの怒りの矛先は必ずしもオバマ政権や民主党に留まらず、共和党主流派にも向けられていて、しばしばロス・ペロー支持者のような予想の付かない投票行動をみせることがあり、共和党の戦略担当ヴィン・ウェーバーは、「この草の根運動は本物である。それが利用するのを難しくしている」と認めた。
ニューヨーク・タイムズ紙の別の著名な論評コラムニストのデイヴィッド・ブルックスは、ティーパーティー運動が景気の後退や、既成政治への不満、閉め出された不満分子の受け皿となったと背景を指摘した上で、「今後10年を特徴付ける政治運動となる可能性がある」と主張する。また彼は「ティーパーティーがいずれ共和党を支配するだろう」とも予想した。草の根運動が既成の二大政党制の枠組みを突き崩すのではないかという見解もあった。

### ティーパーティー組織
『ワシントン・ポスト』紙の2010年10月24日の調査をもとにした解析によると、全米にはティーパーティー団体は確認できただけで647団体以上存在し、そのうちで下記の全国組織に所属する統制された下部組織は325団体（共和党系20団体を含む）を数え、いかなる組織にも属さない独立系の団体が272団体を数える。50団体は無回答であった。また全米ティーパーティー連盟など各団体との幹事会を開く連携のための組織もいくつかあった。各ティーパーティー団体の実態は、51%が50名以下のコアメンバーで活動する少人数グループで、1000名以上のメンバーが登録されているのは39団体のみで全体では6%でしかなかった。通常の集会では200名程度の聴衆を動員できたとのこと。この辺りが草の根活動と言われた所以だろう。組織化に当たっては、フリーダムワークスなどがコンサルタントを派遣したほか、各自で左派の抗議活動をモデルに組織したとされる。
- 「ティーパーティー・パトリオッツ[27]」: 208以上の下部組織を持つ最大の団体。自称ティーパーティー運動のオフィシャル組織[# 79]。減税と歳出削減を要求項目のトップとするリバタリアン系。
- 「アメリカン・フォー・プロスペリティ[77]」: 27の下部組織。コーク兄弟の出資するクロード・R・ラム慈善財団が創設。著名な政治家を招いて政治集会などを実施している。
- 「フリーダムワークス[15]」: 25の下部組織。他組織にもコンサルタントを派遣[# 80]。「減税、小さな政府、大きな自由」の実現を理念として掲げるリバタリアンのロビー活動を以前から行ってきており[# 81]、運動の影の仕掛け人とされ、コーク兄弟らに支援された保守派のロビースト団体であるという批判も。
- 「9-12プロジェクト[22]」: 19の下部組織。FOXテレビとグレン・ベックが行った番組企画がもと。2011年にはティーパーティー・サマーキャンプなども主催して話題に。聖書や信仰を生活の中心とする（原理主義的）価値観を訴え、政府による富の再分配に反対する社会的保守派。
- 「ティーパーティー・エクスプレス[24]」: 11の下部組織。動員型の全米ツアーを実施。運動を利用して政治資金を集めるために作られたとの批判も[# 82]。
- 「ティーパーティー・ネイション[30]」: 9の下部組織。入場料549ドルという初の全国大会実施。
- 「アメリカン・マジョリティ[78]」: 4の下部組織。
- 「キャンペーン・フォー・リバティー[79]」: 4の下部組織。
- 「アメリカインディアン・ティーパーティー・ネイション」[80][# 83][# 84]。

各団体の規模は小さく、800ドル程度の開設資金で運動をスタートしたとしていて、その後も地元市民の個人献金に95%が依存しているが、上記のような全米組織はうって変わって豊富な資金力を有していて、ティーパーティー候補の使用選挙資金額は全米でも上位に位置する。意外にも70%の団体が特に選挙を目的にした活動はしていないと答えているが、29%が選挙活動をして、有権者を投票所に行かせる活動（70%）を主目的としており、ダイレクトメールやEメールによる宣伝（54%）、電話作戦（45%）などを行った。一部の地域では憲法を配る運動などもあった。
ティーパーティー団体は、全てが共和党を応援しているというわけではない。共和党を支持するは42%で、民主共和の党派に限らずに主張に合う候補を応援するというのが31%もあった。また共和党のみを支持するというティーパーティー団体であっても、無条件に共和党候補を応援するのは11%だけで、87%は政策の合う候補だけを応援すると注文をつけ、候補者の選別を行うために予備選の段階から積極的に行動した。フリーダムワークスのリチャード・アーミーとマット・キビーなどは早い段階で、「ティーパーティーは共和党に従属するような関係を望んでいるわけではなく、我々は共和党を敵対買収するつもりだ」答えていて、このティーパーティー勢力が共和党を乗っ取ろうというしているという見方は、保守リベラル双方の識者でほぼ共通の認識となっている。
このようにティーパーティーは政党ではなく、党派性は一面に限られるが、中間選挙前の共和党予備選では、エスタブリッシュ候補に満足しなかった一部のティーパーティー団体がその代表を出馬させた例がいくつかあった。

## 運動の問題点
現在のティーパーティー運動の問題点は、各地に分散するティーパーティー団体を結集する政治的指導者がいない、または指導者が複数いて支持が分裂していることと、思想面で運動を体現するようなイデオロギーが一つに固まっていない、または政策がはっきり見えないことである。さらに反エスタブリッシュ感情から、ティーパーティーはしばしば共和党指導部とも対立し、ローカルな立場で造反を繰り返した。

### リーダー不在

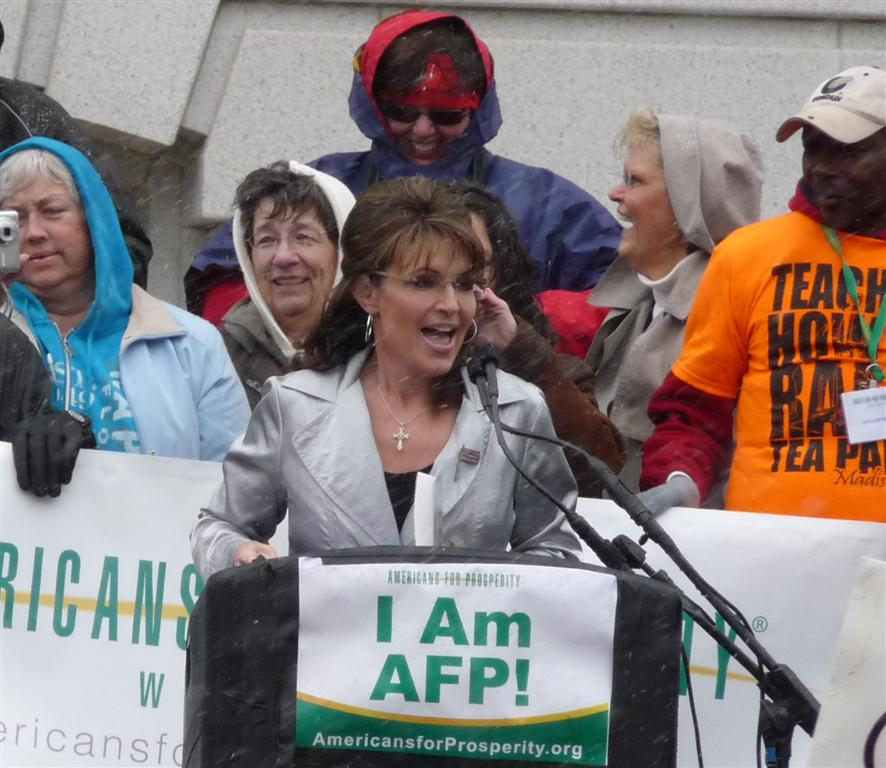
2011年4月15日（Tax day）, ウィスコンシン州マディソン, 周囲から「シンボル的存在」とされてきたペイリン, AFP主催だが・・

サラ・ペイリンは、保守主義者の間で最も人気のある政治家で、2008年に副大統領候補として旋風を巻き起こし、2010年の中間選挙においても大きな影響力を示した（後述）が、同時に指導者としての資質に問題があるとされ、知識の欠如からくる数々の失言から、「大統領の器ではない」という評価が定着しつつある。また共和党支持者以外を含めると彼女には支持者と同じ数だけの反対者がおり、ポピュリストのアイドルとはいえ、かつての保守層と無党派層の両方を結集したロナルド・レーガンのような、右派にとって都合の良いリーダーではない。共和党系の敏腕選挙コンサルタントとして知られるカール・ローヴは彼女に度々苦言を呈してきたが、ペイリンのリアリティ番組出演を見て「まじめさに欠ける」と再び大統領としての適性を問題視した。前述のアリゾナ銃乱射事件後のイメージ悪化も深刻で、中間選挙勝利で得た期待感は失われ、支持率は急落した。彼女は自ら出馬するよりも、これまでに得た知名度を活かした番組出演や公演、書籍の執筆による印税の高収入を守る方に熱心という友人の話もあり、周囲を散々じらした。しかし結局、彼女は2012年は出馬しないことを表明した。指名候補争いではギングリッチへの支持表明をしている。
グレン・ベックは、人気トーク番組を抱え、草の根運動の火付け役の一人として現代ポピュリスト政治を体現するような人物ではあるが、保守派の間に限れば知名度は高いのものの、反対派からは”狂った”と揶揄されることもあるほどの超保守派で、しばしば共和党の議員をも口汚く罵ることがある。またベックは保守派のなかでも社会的保守派に分類できる人物であり、宗教色の濃い言動が多く、自身がロムニーと同じキリスト教系の新宗教であるモルモン教徒であるため、もし選挙などになったら二人ともバプティスト派が大半の宗教保守派からの支持はあまり期待できないとの分析もある。ベックの保守派への影響力は、オバマ大統領を当選させたオプラ・ウィンフリーのような役割が可能かもしれないが、ベックが司会を務める番組の視聴者はせいぜい260万人で、オプラの番組と比べると1/20以下と遠く及ばず、無党派層に訴える力が弱い。また番組も2011年6月30日で終了した。
他にもジム・デミント上院議員、さらには元牧師で前アーカンソー州知事マイク・ハッカビーなど、ティーパーティーが好む政治家は何人かいるが、それぞれ支持が伸びや悩んで、ティーパーティーを代表するような指導者はいなかった。

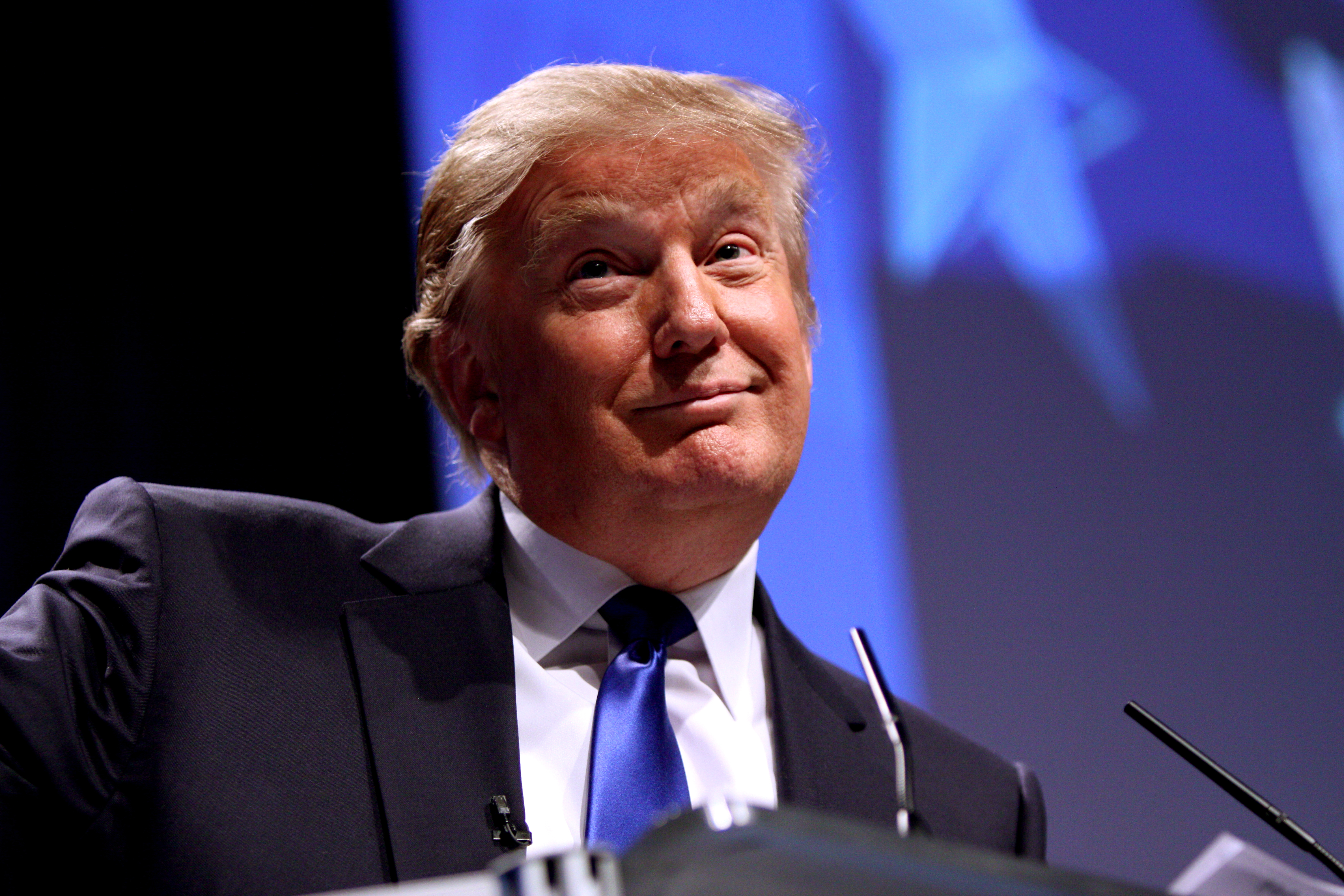
2011年2月10日, CPAC 2011集会で演説するトランプ。ジョークのネタ以上にはならなかった

2010年4月の世論調査（複数回答）では、ティーパーティー参加者の中での指導者の支持率は、サラ・ペイリンが61%（反対12%）、グレン・ベックが59%（反対6%）、ブッシュ前大統領が57%（反対27%）、ロン・ポールが28%（反対15%）となっていた。違う調査（2010年10月時点）で「運動の顔として相応しい人物は？」という問いの答えは、サラ・ペイリン（14%）、グレン・ベック（7%）、ジム・デミント（6%）、ロン・ポール（6%）、ミシェル・バックマン（4%）で、32%は運動の顔はいないという答えだった。2010年11月2日の中間選挙の結果、過激なティーパーティー候補は敗れたが、当選したランド・ポール、マルコ・ルビオ上院議員なども新たなリーダー候補と目される。（詳しくは「英語版・ティーパーティー政治家リスト」を参照）
2011年3月31日から4月4日の間にNBCニュースと『ウォール・ストリート・ジャーナル』紙が共同で行った電話調査では、ティーパーティー支持者に限った支持率で、ペイリンが転落した代わりに、不動産王として有名なドナルド・トランプが20％と首位に立ち、ダークホースとして注目された。トランプは、人気テレビ番組に出演しているほか、予てより大統領選に野心を示していた「純粋のアウトサイダー」で、ティーパーティーを積極的に評価して、その支持をあてに急接近していた。なおティーパーティー支持者に限らない場合での首位であるミット・ロムニーはこの条件では17％に落ち込み、以下はハッカビー（14％）、ペイリン（12％）、ギングリッチ（9％）が続いた。ところが、5月16日、急浮上したトランプは「私が最も大きな情熱をかけているのはビジネスだ」と述べて、不出馬の意向を表明した。これはトランプが、オバマ大統領の出生地はアメリカ国内ではないとのキャンペーンを展開して玉砕したのに加えて、大統領の支持率回復に形勢不利と判断したものと思われる。当初より「ジョークの"落ち"かもしれない」との辛辣な懐疑論があったものの、一瞬とはいえティーパーティーの期待を集めただけに、呆気ない撤退はリーダー不在と混迷をさらに印象づけた。
前述のレノルズが初期の段階で分析したように、ティーパーティー各団体は必ずしも全体をまとめるような指導者を必要としてはいないとされ、草の根はあくまでも下からの運動というスタンスを取るならば、中心となる政治的指導者がいないことは弱点というよりも特徴ということになる。参加者に運動のゴールを聞くと、自分たちが支持する大統領候補を擁立するはわずか7%に過ぎず、指導者を担ぎ出そうとする欲求が低いことが分かる。全米ティーパーティー同盟などは、ゴールの一つに財政規律を支持する下院議員を多く選出して、責任ある議会にすることを挙げていた。しかしその目的を達した中間選挙後、リーダー不在で求心力は失われつつありこのままでは「過去の存在となりつつある」との厳しい評価もあった。

#### 米大統領選共和党指名争い

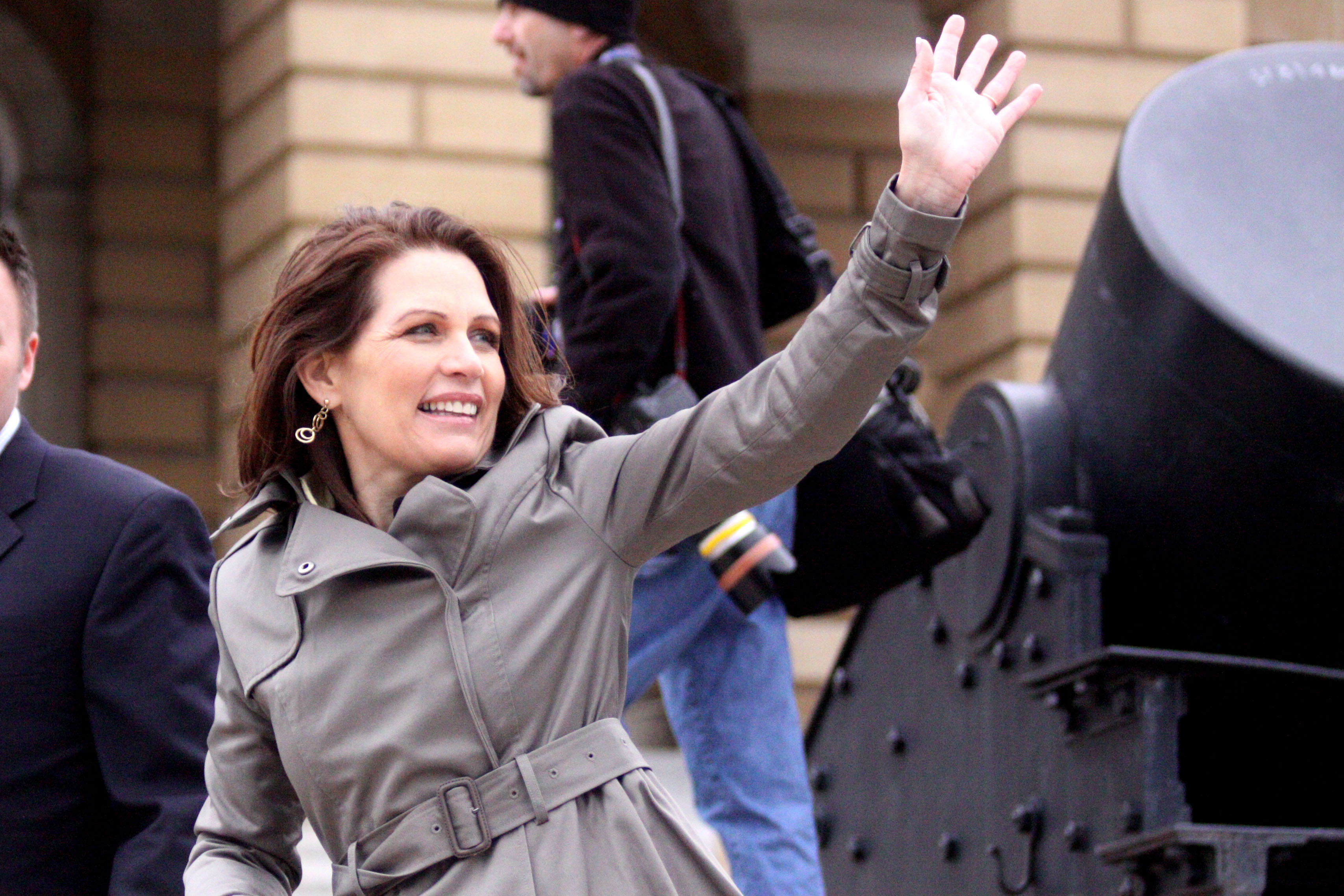
2011年3月23日, アイオワ州デモイン, 集会で手を振るバックマン

2012年の大統領選に向けた選挙運動が始まる時期になっても、保守候補乱立の傾向があったためにティーパーティーの出足は鈍かった。ティーパーティーの支持は分裂し、一つの候補者に絞りきることができなかったからである。しかし第1回共和党候補者討論会でまず注目を集めたのは、後日正式に大統領選に立候補したミシェル・バックマン下院議員であった。彼女は6月25日に行われた地元のデモイン・レジスターの世論調査で、支持率でトップを走るロムニー候補にアイオワ州で1%差と肉薄するなど、ティーパーティーの支持を集めて急浮上した。バックマンは当初は4番手以下の泡沫候補であったが、相次ぐ辞退表明もあって本命不在とされる中で、初の全国デビューとなったテレビ討論会で視聴者に好印象を与えて頭角を現した。これまではサラ・ペイリンの"クローン"あるいは”コピー”などと評されていたが、スター性を兼ね備え、ペイリンよりもはっきりと分かりやすく話すことからポピュリストに好評で、単純明快な主張（オバマケア廃止、「オバマは1期限りの大統領」など）が一般受けしたことで、支持を伸ばした。バックマン氏は、簡単に税金を使って、貧しい人を救うという考えは、社会主義のイデオロギーそのものであり、オバマ大統領の政治がそれであるとし、赤字を増やし国を壊してしまうと主張した。ただし髪の色やスタイルばかりではなく、失言癖までペイリンそっくりで、立候補表明の翌日の6月28日、FOXテレビのインタビューで俳優ジョン・ウェインと殺人鬼ジョン・ウェイン・ゲイシーを取り違えて発言し、「彼と私は同じ精神を共有している」と言って周囲を驚かせた。2番手に躍進すると報道も過熱し、夫が経営するクリニックで同性愛者を異性愛者にする矯正治療が行われたとする疑惑や、彼女の強い片頭痛という健康面の不安もリークされた。
バックマンは、イメージが低下したペイリンに代わる存在と評価され、世論調査でも実際にペイリン票を吸収したとみられることから、前述のストップ・ロムニー運動の行方と合わせて、ティーパーティー運動が再燃するための核になれるか、期待が集まったが、模擬投票での勝者は本投票では勝てないのジンクス通り、政策面で支持は伸び悩み、その後、テキサス州知事リック・ペリー（新保守系）が立候補すると右派の票を奪われてバックマンは3位以下に後退し、最終的には翌年のアイオワ州党員集会で宗教保守のリック・サントラム候補に右派の票が大挙して流れたことから、バックマンは敗北して選挙戦から撤退した。

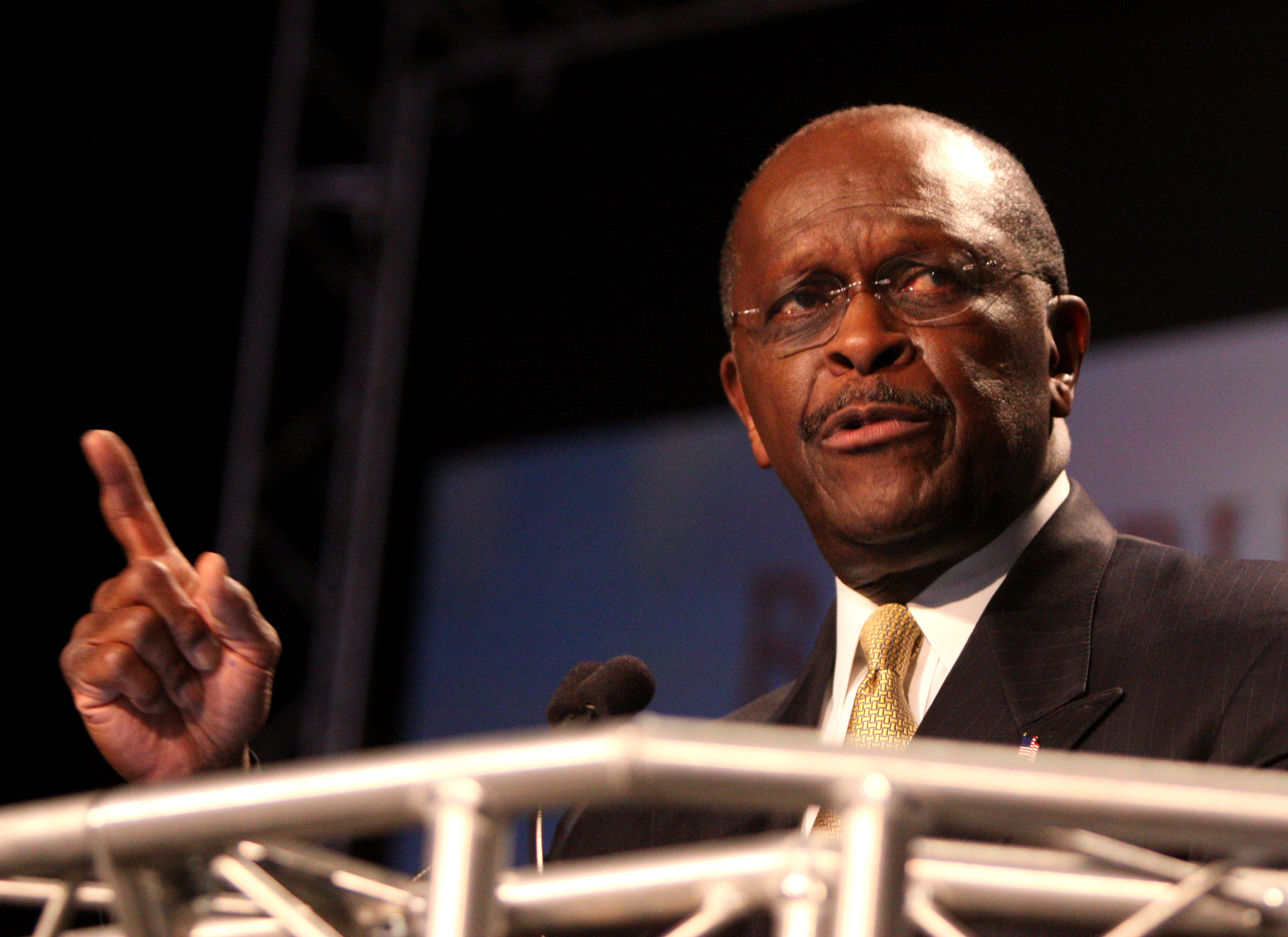
2011年8月13日, アイオワ州模擬投票にて演説するハーマン・ケイン

一方、それに前後して別のティーパーティー候補が台頭した。9月24日、フロリダ州で行われた共和党大統領候補の模擬投票でペリー候補に勝利した元企業経営者のハーマン・ケイン候補である。この頃に突如として各種の世論調査で支持率トップに躍り出たが、黒人のケイン候補は、ティーパーティーに支持されており、独自の「9-9-9」という連邦所得税、法人税、消費税を全て9％としようという減税プランを公約とした。これが新鮮な候補者を探していた世論を捉え、メディアの注目も集めて旋風を巻き起こした。ロムニー候補に対する有力な対抗馬と見られたが、対立候補（ケイン自身はペリーを名指した）からの強烈なネガティブキャンペーンを受け、セクハラ疑惑に続いて不倫問題が相次いで報じられると、連日、各メディアで過熱報道されて、支持率は急速に低下。疑惑を解消できぬまま、12月3日に選挙戦からの撤退を表明した。
次々と候補者が撤退していくなかで、反ロムニーを次第に鮮明にするティーパーティーの支持は揺れ動いた。保守の三候補、ティーパーティーの生みの親同然であるポール、ティーパーティーが中間選挙で掲げた公約のモデルを提供したギングリッチ、宗教保守のサントラム、そのどれにも決め手を欠いたからだ。
ロン・ポールは、代表的なリバタリアンの政治家で、熱心な若い支持者を持つことでも知られるが、その支持層はあまり広がりをもっていないことが彼の弱点であった。その理由は政策主張があまりに教条的であり、死刑制度撤廃、所得税廃止、アメリカ外交を孤立主義に戻そうなどというオープンな主張では、幅広く賛同を得るのは難しく、共和党主流派からも社会的保守派からも離れているからであった。彼の支持者の多くはポールだけを支持し、彼がもし候補者レースで敗れたら共和党には投票しないとも言っている人が多いと報道され、その支持拡大は諸刃の剣であった。また彼はすでに大統領選に二度挑戦して失敗し、三度目で最後の挑戦であることから、無党派層にとっては新鮮味にも欠けた。本選で勝てる候補であるか疑問を持たれていて、党員集会でそれを示す必要があったが、一部の支持に留まった。しかし指名獲得が困難な情勢が明らかになっても、ポールは選挙運動を続け、慣例である勝者ロムニー候補への支持表明も拒否した。
ニュート・ギングリッチは、保守派の著名な政治家で、早くからティーパーティー運動への支持を表明していた1人として、有力候補と見られていたが、共和党候補指名レースの冒頭での失言で躓き、窮地にたったほか、支持が伸び悩んでいた。その後、保守派候補の相次ぐ脱落があったが、公約として「21世紀のアメリカとの契約」を掲げるギングリッチは、穏健派ロムニー候補への対抗馬として一部のティーパーティーから根強い支持を受けていた。政策通の評判と知名度により、徐々に支持率は回復してカンバックするが、世論調査の支持率でトップを争うようになると、早速、対立候補によるネガティブキャンペーンの集中攻撃を受けた。不倫や離婚歴などによって個人的な信頼性に疑問符がもたれることになり、候補者の道徳的価値を強く意識する社会的保守派を糾合できず、アイオワ州とニューハンプシャー州では後塵を拝した。彼のようなインサイダーに対してのポピュリストの支持は熱心さに欠け、二番目の元妻による「倫理に欠く」との告発などもあって、支持率は乱高下したが、納税申告書公開問題でロムニーを追及して再び支持率を回復。ロムニーに勝てる候補を望むティーパーティーが1月21日のサウスカロライナ州予備選では結集して、彼を圧勝させた。ところが、トップに立つと再びネガティブキャンペーンの集中砲火を浴び、フロリダ州で敗れて以後、支持率は低下。社会的保守派の票はサントラムに流れ、3番手に後退。結局、そのままギングリッチは2012年5月2日、共和党候補指名争いからの撤退を表明した。

### イデオロギー問題
ティーパーティーのイデオロギーについては様々な前時代の政治思想家が”先駆者”として取りざたされているが、どれもこの運動の一部しか表現できない。というのも、それほどに集団としては雑多であり、草の根運動として始まったので統一された思想はそもそも存在しなかったからである。反二大政党エスタブリッシュメントとして、保守・リベラルを横断した運動であるとの解釈すらあったほどである。それでも主張の違いから二つの保守グループに大別できると考えられてきた。
ティーパーティーは、おおよそ社会的保守派（ポピュリスト右派）と財政保守派（リバタリアン）とに分けられる。前者は人工妊娠中絶や同性婚への反対、軍隊に同性愛者を受け入れるかという問題、結婚の価値などモラル面に重きを置き、（宗教保守派同様に）信仰の一部に近いとすら考えているので、強制力の伴う方法をつかってでもこれらは堅持されなければならないと思っているが、後者は財政赤字の大幅削減と減税、小さな政府の実現を目指していて、州権を擁護する立場から、社会争点に関しては賛否のいずれにしろ連邦政府の介入を招くので、これは避けて焦点とはすべきではないという意見で、むしろ個人の自由な選択を重視する。前述のフリーダムワークスのブランドン・スタインハウザーは社会争点が保守派の内部分裂を招く潜在的危険を警告したが、中間選挙の予備選においても予想通りにローカルなレベルで両派の対立が見られ、足の引っ張り合いとなることは少なくなかった。そこでティーパーティーを何とか一つの政治勢力として糾合し、共和党に利する形で2010年の中間選挙で利用しようという試みが画策されていて、それが具体化したのが、2010年2月17日のマウントバーノン宣言であった。ここでは80年代に保守派が考え出した憲法保守が再提唱され、両派を統合するための概念とされた。この宣言自体はあまり知名度を得なかったが、4月12日、フリーダムワークスの傘下にある「アメリカからの誓約」という団体がまとめた十箇条の綱領にもそのまま引き継がれて、広く知られることになった。課税反対などではなく、突如として憲法が運動要求の第1条に掲げられたのは、大同団結という政治的打算がその背後にあったからに他ならない。
アメリカからの誓約は、2010年の中間選挙での共和党の公約として採用されたわけだが、その時は、内容において保守派・リベラル派の双方から具体性に乏しく過去の公約の焼き直しにすぎないと手厳しく批判され、妄想であるとまで評された。 にもかかわらず、具体的内容はともかくとして、アメリカ合衆国憲法という選挙用パッケージは強力に作用したと言える。中間選挙前にティーパーティー団体や立候補した議員たちは”誓約”への署名を求められ、両派は共に憲法保守派であると主張できるようになったことで、ティーパーティーは動員数を増やしたのみならず、無党派層の心も少なからず捉えたからだ。それで結果的に選挙で大勝したので、さっそく2011年1月6日、連邦議会下院は議長による憲法の朗読を開会に行い、ティーパーティーが躍進した下院では「すべての法案は、根拠となる憲法の条文を引用しなければならない」という議事規則まで設けられた。共和党は憲法保守におもねり、"誓約"を守るというパフォーマンスを行ったわけである。
社会的保守派に分類されるクリスティン・オドネルが「憲法とは単なる法的文書ではなく、「神聖な原則」を定めた文書だ」と述べたのは、ティーパーティーとは憲法保守であるという認識によるものであったが、原意主義（始原主義）と憲法への不十分な理解から、憲法が聖書であるかのように主張しているとの誤解も与えた。これは憲法保守を唱えた人々の一部（特にペイリン、オドネル、バックマン、ケインなど）がこのイデオロギーに習熟しておらず、正しく説明できなかったことに起因するが、憲法に関しての間違い、失言・迷言が繰り返し指摘されて、リベラル派の批判を浴びるという現象も起こった。中間選挙での過激候補敗退の一因となり、ティーパーティー参加者の失望と疲弊を招いた。
債務上限問題でもティーパーティーの抵抗にあった民主党のリード上院院内総務は、2011年7月14日にティーパーティーの政治哲学は非憲法的であると批判し、その知識は「ガラクタの寄せ集め」と評したが、これは典型的なリベラル派の受け取り方であり、保守とリベラルとの対立のなかで、ティーパーティーのイデオロギーは必ずしも正当な評価を受けているとは言い難く、中間選挙で大躍進はしたが、グレン・ベックらの講義やセミナーの甲斐もなく、憲法保守のイデオロギーは結局浸透しなかった。憲法保守という立場は実際の政策へと転換されるところまでは至っていない。

### 政策面での課題
憲法遵守のような漠然としたアジェンダは選挙パフォーマンスとして優れた戦略であったが、ティーパーティーが政治に求めたものはもっと具体的な成果であった。経済はアメリカ国民にとっては常に最大の関心事で、「アメリカからの誓約」での公約には、肝心の経済政策でどうするのかという部分が曖昧で、最大の疑問は、向こう10年間で4兆ドルの資金を連邦政府から取り戻すという部分だった。財政赤字を減して、軍事費は減らさないということは可能なのだろうか。ロン・ポールのように最初から対外不干渉主義を明言するのでなければ、軍事費と債務の膨らむ戦時下で、しかも税収が伸びない低迷した景気動向の中にあって、債務を増やさず、減税も行い、財政規律を実現することはほとんど不可能と言っていいほど困難であり、（結果的に主張とは正反対になる）無責任なポピュリズムに陥る危険を孕んでいる。クルーグマンなどはフリーダムワークスの政策形成能力に疑問を呈し、妨害しようとするばかりで、信頼できる経済政策は持ち合わせていないのではないかと予てから批判していた。彼は2010年10月31日付けのニューヨーク・タイムズ紙のコラムで、共和党やティーパーティー運動は、「借金は悪である」と単純に決めつける道徳主義者であると断じ、公的資金を使った景気刺激を「無駄遣い」と論じて、過剰債務者の救済は「罰を与えるべき連中」への免罪に等しいという彼らの考えを、批判した。「支援される資格のない連中に罰を与えなくてはという思いばかりが強く、そのせいで結果的に自分たちを痛めつけている。景気刺激と債務救済を拒絶するから、失業率は上がり続ける。結果的に、ご近所の人たちへのあてつけとして、自分たちの仕事を失っている。しかし彼らはそれを知らない。知らないから、不況は止まないのだ」と、ティーパーティーの要求が矛盾に満ちていると指摘し、改めて批判した。
運動でもっとも多い要求は「小さな政府の実現（45%）」で、「雇用創出（9%）」「減税（6%）」が続いた。ティーパーティーは雇用創出のための大規模な財政支出を”政府による過剰な介入”と批判しており、不況や雇用情勢の悪化の渦中でも過度の政府介入を避け、民間の自主性を尊重する小さな政府の実現を訴えている。大きな政府を運営する原資にもなっている過剰な税は、税の無駄遣い生み出し、大きな政府はさらなる債務を生み出す。この悪循環を減税によって歳入を減少させて強制的な歳出削減を行うことで断ち切る必要があるという考え、いわゆるリバタリアニズムの主張がそこにはあった。

繰り返されるレトリックは「財政支出が雇用を破壊する」ということに集約され、財政支出や赤字が増えれば結局税金をより多く支払わねばならず、税金の支払いによって財政支出が創出する以上の雇用が破壊される、または増税という将来への不安が雇用増加を妨げる、という論法で、この論理に基づいてオバマ政権の景気刺激策や雇用対策に反対したわけである。しかし彼ら一部が言う単純すぎる解決策、「連邦政府が財政支出を大幅に削減すれば、雇用は急増するはずである」との飛躍は、ケインズ経済学に真っ向から逆らうもので、アラン・ブラインダーは非常に誤った思想であると厳しく批判し、「そのような考えに基づいて政策を行なえば、今でさえ不安定で雇用創出も決して十分ではない米国経済を危険にさらすことになる」と警告している。しかし共和党指導部も、オバマ政権の財政赤字と高失業率を攻撃する上で、しばしば「雇用を奪う財政支出」という同様のレトリックを使っていて、オバマ大統領が巨額の赤字をつくったものの実際には大恐慌になるのも防いだ事実を隠し、財政再建という不可避な課題との”意図的な”混同が行われたため、ポピュリストが混乱するのも無理はなかった。党派対立のなかで、泥仕合の様相を呈する部分である。債務上限問題では、ティーパーティーは共和党指導部に造反したが、結局成立した妥協案で債務削減は4兆ではなく約2.4兆ドルに過ぎなかったことで、満足できるものにはならなかった。
財政再建のための福祉の大幅なカット、つまりはオバマケアの廃止は、直接的に多くの国民、特に中低所得者層に打撃を与えるものであるため、共和党は及び腰であるが、ティーパーティーは強く求めている。減税（＝歳入の減少）の要求も、負担減ではなく、歳出の減少が目的であり、規制撤廃、連邦政府の役割を小さくすることに彼らの主眼があるが、それがアメリカの経済を好転させるのに適切であるかは、議論が分かれ、共和党議員の中でも賛同者は多くなかった。よってティーパーティーの政策は、依然として財政再建を求める圧力の一つに留まっている。

### 共和党指導部との対立

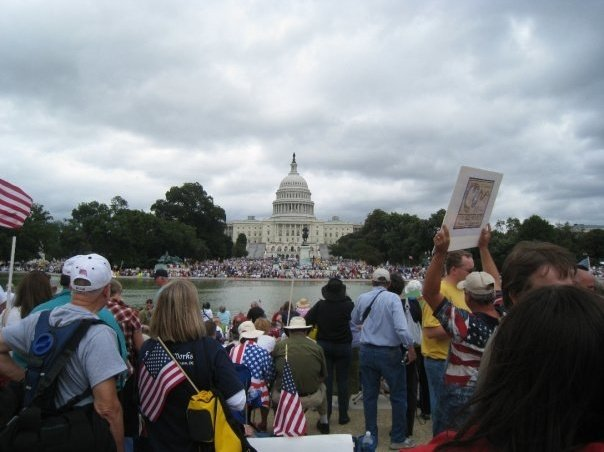
ワシントンD.C.，2009年9月12日, ナショナル・モールでの抗議集会

運動は共和党の支持基盤である右派を活発化させたが、同時に過激派、愛国主義、極右主義をも巻き込んでしまった。ティーパーティーが純粋な保守主義の主張を掲げて、押し広めれば広めるほど右翼的な主張も目立つことにもなるため、前述のような偏狭で排他的なアメリカの姿をも映し出すことになり、無党派層や共和党の穏健派までも遠ざける結果になるのではないかと危惧され、浮動票の取り込み戦略を阻害する可能性が指摘された。後述するが、オドネル候補やアングル候補の例がそれにあたり、極端な右傾化はアメリカの分裂を際だたせるだけで、反対勢力に逆に利をなす。また、ティーパーティーが共和党穏健派の候補をしばしば嫌悪するのも懸念材料だった。実際、共和党主流派が推薦する候補以外の候補をティーパーティーが支持して選挙で勝利したことがあり、これも後述するが、ペイリンの地元であるアラスカ州では予備選に敗れたマーカウスキー候補が第三候補として出馬し、共和党の票が割れた。
このような事態になる前から、共和党主流派は草の根保守との連合を模索してきた。しかし共和党全国委員会長マイケル・スティールがシカゴでのティーパーティー集会で発言する機会を求めて、拒絶されたという経緯があった。共和党実力者のミシシッピ州知事ヘイリー・バーバーなどは、WSJ紙上で反オバマという共通の目的でティーパーティーと共和党主流派は連合すべきだと訴えるなど、中間選挙を睨んで共和党は取り込みを図った。
しかし外交政策においては、海外展開の縮小や国防予算の大幅な圧縮を求めているという点において、リバタリアンは特異であり、その代表格であるロン・ポールは、フォーリン・ポリシー誌に寄稿して、共和党がティーパーティーを取り込んで利用しようとするだけで、ティーパーティーの主張には目を向けていない所を批判した。ポピュリスト右派（中間選挙時にはしばしば”サラ・ペイリンのティーパーティー”と揶揄される方）も、中道とのイデオロギー上の違い、既成政治への不信感から、独自路線を保とうとする団体が多かった。サラ・ペイリン本人は、まだ将来の大統領選への態度を表明していないためか、日和見的態度をとっており、彼らの指導者のように振る舞ってティーパーティーの支持をあてにしながらも、共和党主流派とも決定的な対立はせず、一部は協力をした。（後述）
しかし共和党は、これほど実際には政策的違いがあるにもかかわらず、差し引きではプラスと考えて、選挙重視の戦略で戦った。

このような事情のため、草の根運動であるティーパーティーは、保守層を結集して無党派層までも一部は取り込んで、中間選挙では勝利はしたが、新しく下院議長となった共和党のジョン・ベイナー議長は、難しい議会運営を強いられることになった。躍進したティーパーティー系議員の意見を議会に反映させねばならないが、極端に保守化してオバマ政権の妨害に終始すると、1996年〜1998年当時のギングリッチ議長の失敗を繰り返すことにもなりかねないからである。共和党は、穏健派と草の根保守とを融合を模索しているが、債務上限問題などではやはり造反が相次ぎ、軋轢が生まれた。

## オバマ政権の対応
当初、オバマ政権と民主党は、ティーパーティー運動をたまにジョークのネタにした程度で、表だった批判は控えた。また「そんな運動があることはまったく知らない」と無視することもあった。これは連邦予算の削減や、減税といった運動が求める政策を次々と行っており、中低所得者に重点を絞った各種ケアなど政策への理解が浸透すれば、少なくとも無党派層からの支持は最終的には得られるだろうとの、楽観視があったからだ。それに共和党が医療保険改革などを槍玉にして強烈な反対運動を起こすであろうことは織り込み済みで、驚きはなかった.

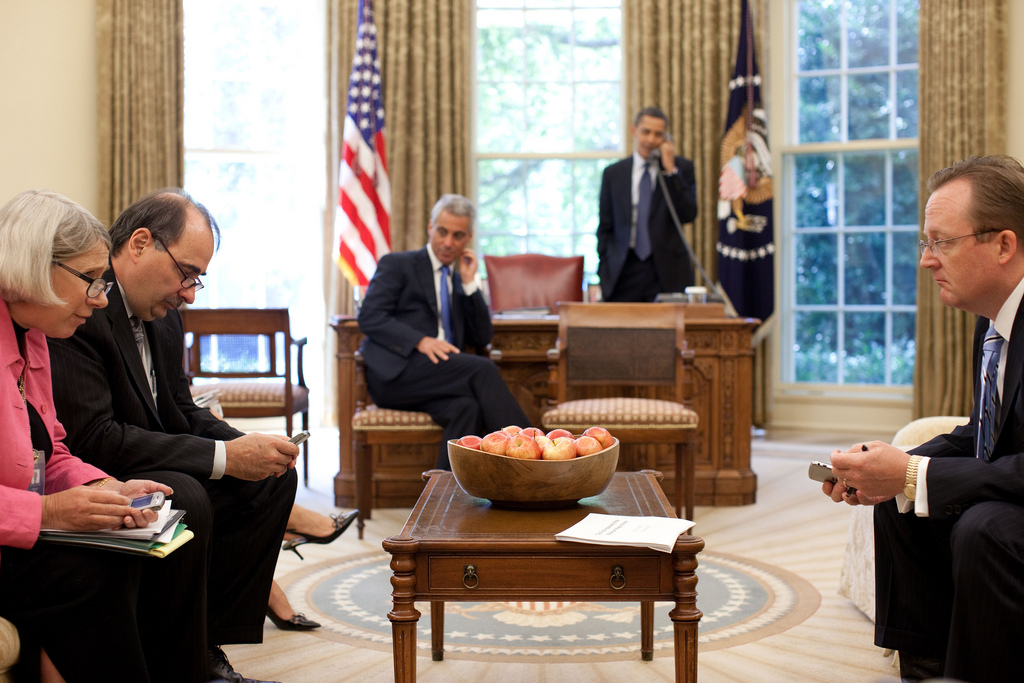
ホワイトハウスの執務室，2009年7月21日, オバマ大統領と側近

2009年4月29日、オバマ大統領は歳出の無駄削減を約束し、「働くアメリカの家族を助ける」のは本当は誰か（どの党か）を見定めて欲しいと語った。また2010年4月10日の大統領週間演説と15日の講演では、Tax Dayのティーパーティーの抗議を考慮して、繰り返し減税を行ったことをアピールした。しかし15日の講演は内輪向けのもので全般的にジョークが多い軽いものだったため、「彼らはありがとうというべきだ」などと茶化す場面も見られた。民主党資金提供者の聴衆は喜んだが、嘲られた側には反発と憤りもあって、攻撃材料にもなった。
側近の4人組の一人として知られた当時の大統領上級顧問アクセルロッドも、2009年のTax Day抗議の後、経済状態が悪いときはいつでも不満はでるものだが、政権が（公約通りに）「アメリカ人の95%が対象となる減税」を行ったのに（課税反対運動が起こるとは）当惑させられると述べたが、これは後から考えれば運動に対する認識を欠いた発言だった。4人組への批判は民主党内でも次第に強まった。ジョン・ポデスタは、大統領自身は幅広い意見を聞く耳を持っているが、「4人組が自分たちとは違う反対意見を大統領の耳に入れようとせず、世論を敵に回している」のではないかと言っていて、対応のまずさがあったのではないかと危惧された。
主要閣僚の一人であるガイトナー財務長官は、NBCニュースのインタビューにおいて、我々は赤字を削減して財政均衡に注意しているとして、「オバマ政権はティーパーティー運動と同じ側にいる」と強調した。彼は「赤字が重要でないと言っていた政権（前ブッシュ政権のこと）の8年を過ごしましたが、今、大規模減税案を議会に通し、新しい政策を大きな負担なしに進められています」と述べて、共和党がどのような政策をしていたか人々に思い出させようとした。ところが、FOXニュースではこのガイトナーの話を全く違うトーンで伝えており、彼の話はウソであるとして、ほぼ80%のアメリカ市民はワシントンの既成政治を信じていないと言い、ブッシュ前大統領は最後の1年間で4,586億ドルの赤字をこしらえたが、オバマ大統領は2009年度会計で1兆4,000億ドルの赤字をこしらえたと指摘して反論し、赤字は今後も1兆ドルを上回り続けるだろうと予想して非難した。では実際にはどうだったかというと、2010年度は1兆1,710億ドルとやや下がったが、2011年度は1兆6,450億ドル（予想）と過去最高を更新する見込みで、財政赤字の拡大は続いている。これはティーパーティーや共和党が声高にオバマ政権を攻撃する際のポイントになっている。
2010年4月のラスムセン世論調査によれば、参加者のうちの89%がオバマ大統領の政権運営に不満で、国が正しい方向に進んでいると回答したのはわずか4%だけだった。（このオバマ政権に方向修正を求める傾向は中間選挙の出口調査でも変わらなかった） 94%は政府は特定の利益団体にのみ恩恵を与えていると考えていて、この考え（つまり政権が民主党であろうが共和党であろうが自分の利益団体のみを優遇するということ）は参加者以外でもアメリカ全体の67%に支持された。
アメリカの分裂があまりに深刻なため、リベラル派の意見ははなっから聞かないという保守派も少なくない。双方のメディア攻勢はこれを助長している面が大きいことは前述の通りで、過激なまでに熱を帯びている。オバマ大統領の医療保険改革を説明するマサチューセッツ州のタウンミーティングでは、オバマ大統領をヒトラーに模した写真を持ったティーパーティー活動家が「ナチの政策をなぜ支持するのか？」と質問し、民主党の名物下院議員バーニー・フランクが「逆にあなたはどこの惑星で暮らしているのか？と聞きたい。まったくナンセンスだ。・・・あなたとの会話は机に向かって一人で話しているのと同じだ」とやり返す場面も見られたが、リベラルと保守の対立はこうまで深刻なのである。
2010年10月、中間選挙が近づいても失業率は9%台と景気対策の効果が目に見えず、当初は高かったオバマ大統領の支持率も低下して、保守派の攻勢に危機感が高まった。前述のクルーグマンは、「今、オバマ支持者はまったく確信を失っているようだ。おそらくオバマ政権の退屈な現実が、変化を夢見ていた人々の期待を満たしていないからだろう。そうしている間にも、怒れる右派は激しい情熱に満たされつるある」と分析した。
選挙運動も終盤戦にきて、いよいよ民主党への逆風と芳しくない選挙予想が明らかになると、当初は軽視ないしは無視してきたティーパーティーはもはや侮れない存在であるとして、一部ではネガティブ・キャンペーンも交えて、批判的な対応となった。しかし11月2日の選挙では民主党は下院で大敗北、上院でも議席を大きく減らすという結果になった。（中間選挙の詳細については次章）

### 中間選挙後の方針転換
オバマ大統領は、中間選挙での歴史的大敗北を受けて、その責任を認め、「われわれは過去2年、成果を上げてきたが、多くの国民がそれを実感できていなかった」と表明し、経済の悪化を原因としつつも、政権運営の失敗を暗に認めた。オバマ大統領は方針転換を図り、11月30日、富裕層向けであると拒否する姿勢であったブッシュ減税の継続を（低所得者への増税とならないようにするためという理由で）受け入れ、一部のティーパーティーが批判していた増税の不安をとりあえず解消した。新しい議会、共和党との妥協点を探り、協力して政府債務削減計画も進めようというオバマ大統領の姿勢は一般にも好感された。
2011年4月28日、予てよりリンボーやティーパーティーが疑惑を主張していて、この頃にドナルド・トランプが盛んにキャンペーンを行って再燃していた「オバマ大統領外国人」陰謀説について、業を煮やしたオバマ大統領は急遽会見を開いて米国生まれであることを証明するハワイ州発行の「出生証明書」の原本コピーを公表した。大統領としての資格を問いただそうとする「バーサー・ムーブメント」についてこれまでは「バカバカしい」事柄であると取り合わない姿勢であったが、片を付けた。バーサー派はそれでも納得しなかったが、打撃を受けた。
2011年5月2日、パキスタンに潜伏中だったウサマ・ビンラディン容疑者を、米軍が急襲して殺害した。オバマ大統領が殺害作戦という厳しい決断をした背景には、前述の「オバマはイスラム教徒」だとかいう保守派の植え付けた誤ったイメージを払拭し、毅然とした態度で批判を根絶する意図があったとされる。殺害を公表した後、オバマ大統領の支持率は翌日までに9ポイントも上昇し、その後も高水準を維持した。ランディー・シューネマンは殺害により「（オバマ大統領について）『背後から他国を率いている弱い米国（の指導者）』という批判ができなくなるだろう」と指摘し、オバマ大統領は支持率の上では中間選挙敗北の痛手から一時的に立ち直った。しかし景気対策では依然として評判が悪く、ビンラディン殺害の効果は長くは続かなかった。

高い失業率が禍して、景気の二番底の懸念が高まると、大統領の支持率は再び下降し、2012年の二期目の再選に向けてオバマ大統領は厳しい状況になった。

## ティーパーティーと2010年中間選挙

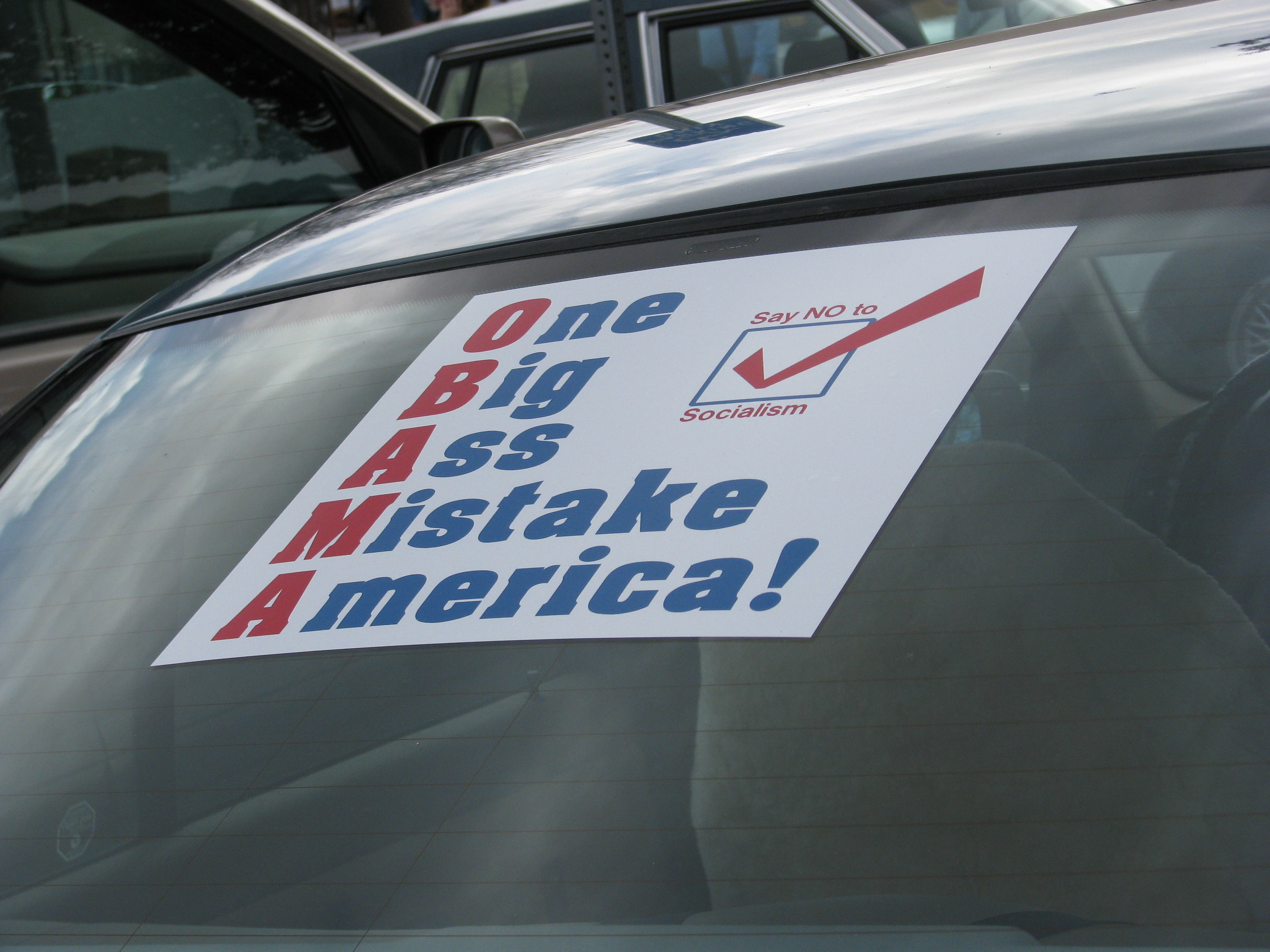
2009年4月15日, 「オバマ＝アメリカの大きな過ち」とする頭字語

2010年5月〜9月、中間選挙本戦に向けてアメリカ各地で予備選挙が行われた。ティーパーティーは独自の投票行動を見せて共和党内部での勢力を拡大した。このようにティーパーティーが予備選において候補者の保守度合いを測るリトマス試験紙となるのは共和党にとっては必ずしも好ましいことではないが、彼らの動向は大きな注目を集めた。ギャラップの世論調査によると、有権者の63%が現職議員の大半は再選に値しないと答えており、再選に値すると答えた32％を大きく上回る。アウトサイダーの新人有利の風が吹く選挙戦となった。
2010年9月28日のNBCとWSJ紙の共同世論調査によると、11月の中間選挙に最も強い投票意欲を示している有権者の3分の1がティーパーティー支持者で占められていることがわかって政界での影響力の拡大を誇示した。しかし共和党内では71%がティーパーティー参加者であるが、全体でみると、ティーパーティーの支持不支持は30%前後でほぼ拮抗しており、鍵となる無党派層の42%は運動を好意的に評価しているものの、同時にその61%がティーパーティー支持者ではないと答え、議会でティーパーティーが大きな勢力になることについては41%が否定的な見解を示した。中間選挙での出口調査でも全体ではティーパーティー候補かどうかは気にしなかったという投票者が大多数を占めたが、結果的には政治的地滑りが起こった。
2010年11月2日の中間選挙は、オバマ民主党の大敗、共和党の特に下院での大躍進という結果に終わった。ティーパーティーはやはり選挙で大きな力となったという印象が強かったが、一部の選挙区では（特に州外の）ティーパーティー勢力によって保守分裂となったり、ティーパーティー候補自身の敗北も見られ、オバマ大統領の元の上院議席であったイリノイ州では共和党が勝利したが、その候補は共和党穏健派であったなど、すべての結果でティーパーティーが好影響を与えたわけではなかったこともわかっている。後述のオドネルのような資質を疑問視される人物をティーパーティーが担いだことで、共和党は上院で2〜4議席を失った可能性があり、これによって上院でも多数派となる共和党の夢は潰えたからだ。結果論であるが、諸刃の剣になるのではないか、という戦前の予想もまた正しかったことになる。アメリカの有権者は、今回の中間選挙の結果を69%が好意的に評価したが、73%はそれがアメリカの進路に大きな変化をもたらすことはない、とみていた。
ところで、ニュースソースによってティーパーティー候補の数が異なることには十分な注意が必要である。日経ビジネスの（保守系を元にした）記事では、ティーパーティーが支持した候補者は、上院で17人で、フロリダ州で三つ巴の戦いを制したデミント候補をはじめ11人が当選し、下院では103人の候補が支持され、そのうち52人が当選、35人が落選（残り16人は当落が報道時点で未決）し、州知事選では、フロリダ、ニューヨークなど8州で推薦・支持候補を立て、結果は3勝5敗（記事に未決とあるものは敗北）だったとしているが、これが同じ日付のNBCニュースの記事では、ティーパーティー候補の選挙結果は上院10人（5勝4敗）・下院130人（40勝82敗8未決）で、当選したのは32%に過ぎず、61.4%は落選したという記事になるからである。50%と32%では大きな違いだが、民主党の大敗という明確な結果であったにもかかわらず、保守・リベラルのメディア間で選挙分析に相違が見られたのは興味深いが、この運動が中間選挙にどのような影響を与えたかを正確に分析するのは容易ではない。
一方、サラ・ペイリンは自分が中間選挙に出馬したわけではないのだが、多くの共和党議員の推薦・支援をして、応援で全米を飛び回り、選挙資金を積み上げて影響力を見せつけた。彼女がテコ入れした候補は、マスコミの注目を浴び、共和党予備選段階から躍進した。彼女は独自に「ママ・グリズリー」と自ら名付けた保守派の女性候補者グループを重点的に応援した。ペイリンとティーパーティーの支持不支持は一部重複し一部対立したが、本選では、ペイリンが支援した候補は61名（このほか3名の州司法長官や州農務長官候補も支持）で、上院で6勝5敗（2名予備選敗退）、下院で19勝13敗（5名予備選敗退）、州知事選で6勝2敗（3名予備選敗退）となった。このうちでティーパーティー候補は39名で、エスタブリッシュが22名と意外にもペイリンは支持のバランスを取っていたことが分かる。勝率はほぼ半々で、アラスカ州、デラウェア州、ネバダ州などペイリンがごり押しした注目選挙区の敗北がどう評価されるかだろう。批判的な意見もあったが、注目度という点において彼女が政界マップで急浮上したのも事実で、終わってみれば、2012年の大統領選で共和党の有力候補になりうるという”期待感”を一段と高めるのに成功した。（関連話は前述）
以下はティーパーティー関連候補の結果。

### 上院選挙
アメリカ合衆国上院は100議席あり、改選前で民主党59（民主系の無所属2を含む）と共和党41という情勢であった。そのうち2010年中間選挙で改選されるのは37議席で、現職の内訳は民主党19、共和党18である。予備選の結果、民主党から現職12名と新人または元職25名、共和党から現職10名（1名は指名外の記名候補）と新人または元職28名、無所属（共和党系）から1名が立候補し、さらにその他の党から4名が立候補した。戦前の予想から民主党への逆風が強かったが、オバマ大統領や依然として国民的人気を誇るミシェル・オバマ大統領夫人などの選挙応援の甲斐あって、終盤に支持率をやや回復した。民主党は結果的に53議席を獲得し、6議席減らしたが土俵際で踏みとどまった。共和党は47議席を獲得して議席を伸ばしたが、目標としていた上院の支配権獲得には失敗した。
- 2010年5月8日、ポークバレル[12]つまり地元利益誘導型のベテラン政治家で、ブッシュ政権時の利益誘導や、超党派の立場でオバマ大統領の景気刺激策に協力したユタ州の共和党現職ボブ・ベネット[118]上院議員が、四期目の共和党指名候補者になるのをティーパーティーは阻止した。ベネットは現職であるにも関わらず第1回投票で3位に終わり、決選投票にすら進出できなかった。ベネットが脱落した後の決戦投票は接戦となったが、ティーパーティーやフリーダムワークス、ロン・ポールなどが支持した弁護士マイク・リー[119]候補が、世論調査での劣勢を6月22日の決選投票において僅差で逆転するという劇的展開で指名を獲得した。ティーパーティーの資金力と動員力を見せつけた選挙戦であった。11月2日の中間選挙でも、マイク・リー候補はユタ州の上院議員として当選した。
- 2010年5月18日、アーカンソー州の共和党上院予備選で、下院議員ジョン・ボーズマン[120]候補に対して、ティーパーティーは彼がブッシュ前政権やオバマ政権時代の赤字予算の作成に関与した大きな政府の責任を問うとして、独自候補を擁立した。結果はボーズマンの圧勝だったが、直接刃向かった例である。また、ティーパーティーは民主党上院予備選にも影響を与えた。民主党の現職ブランチ・リンカーン[121]上院議員は、オバマ大統領の医療保険制度改革に反対票を投じるなど、ティーパーティーの攻勢を前にどんどん立場を保守化させた。この姿勢が民主党主流派の怒りを買い、リンカーンは民主党予備選でリベラル派のビル・ホルター州副知事に敗北する寸前まで追いやられた。11月2日の中間選挙では、共和党候補のボーズマンが圧勝した。

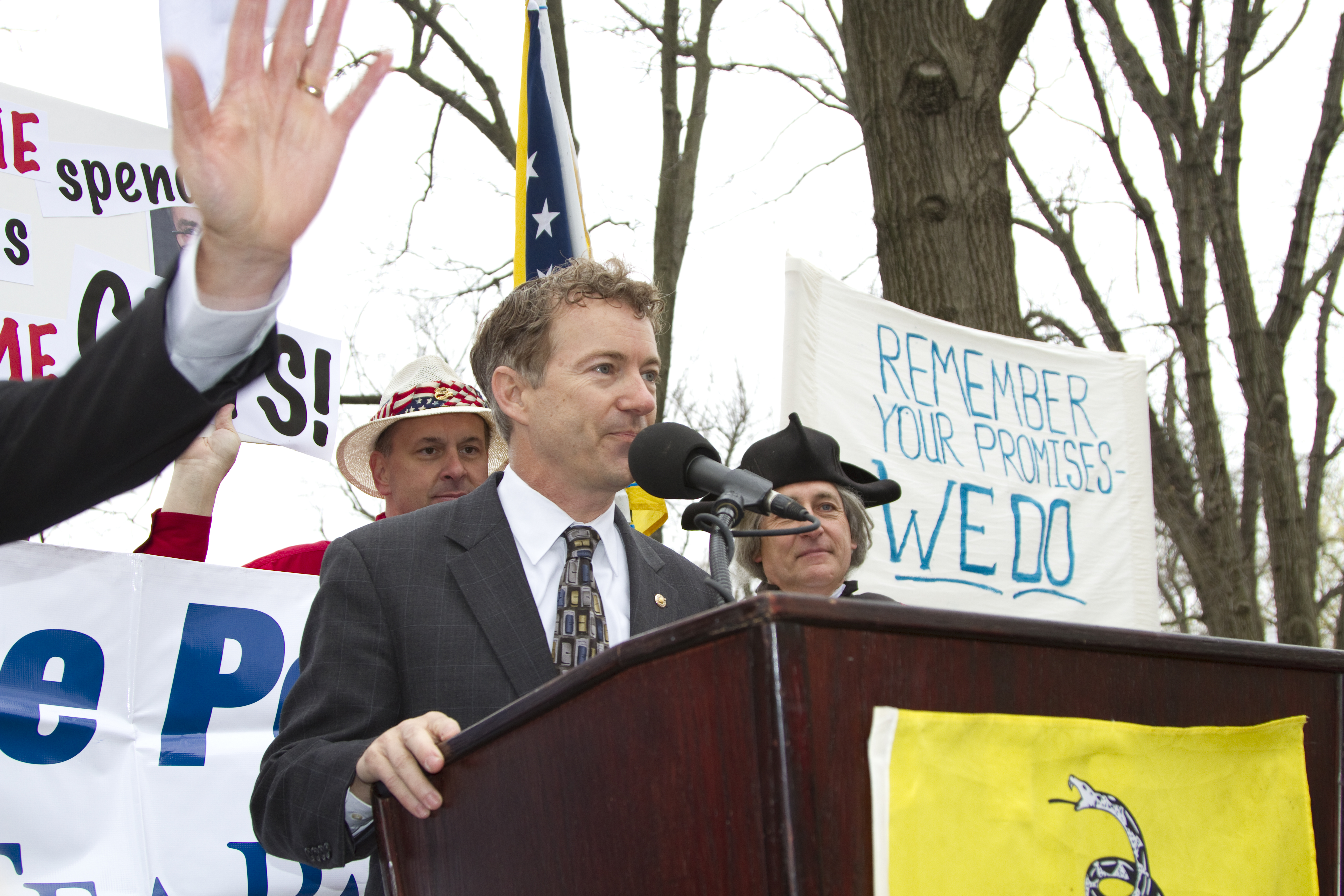
2011年3月31日, ワシントンD.C.のタフト記念碑近郊, 小さな政府支持者のアイドルであるランド・ポール上院議員。ガズデン旗も

- 2011年3月31日, ワシントンD.C.のタフト記念碑近郊, 小さな政府支持者のアイドルであるランド・ポール上院議員。ガズデン旗も 2010年5月18日、ケンタッキー州の共和党上院予備選では、同州出身で共和党の上院（少数党）院内総務ミッチ・マコーネルや、チェイニー前副大統領らの支援を取り付けていた共和党主流派の同州司法長官グレイソン[122]候補に対し、ロン・ポールの次男で眼科医のランド・ポール[123]候補が、ティーパーティーの草の根的な熱烈支援を得て、地滑り的な勝利を収めた。ランド・ポールは父親同様にリバタリアンの小さな政府論者で、インテリ層に高い人気を誇り、本選でも民主党候補に対して世論調査では優勢を示したが、学生時代に「聖書はインチキ」とする団体[124]に入っていたとの反対派のネガティブキャンペーンや、無理に近づいてきた反対派抗議者が足蹴にされる映像がメディアに流れて、予想外の苦戦を強いられた。しかし11月2日の中間選挙では、蓋を開けてみるとティーパーティーの勢いそのままの快勝であった。ポールは勝利宣言で、これはティーパーティーからの「政府をこの手に取り戻しに来た」[# 145]というはっきりとしたメッセージであると宣言した。
  - 2010年6月8日、カルフォルニア州の共和党上院予備選で、HPのCEOなどを歴任したシリコンバレーの著名な女性経営者カーリー・フィオリーナ候補は、対立2候補を破って勝利した。彼女はIT長者であり、いわゆる草の根系候補ではないが、2008年大統領選挙で遺恨のあったサラ・ペイリンと和解してその支持を受け、予備選では圧勝した。しかし本選では、圧倒的に民主党の強いカリフォルニアで苦戦し、オバマ政権の経済政策を徹底的に批判して戦ったが、中間選挙では現職のバーバラ・ボクサー上院議員に敗北した。ティーパーティー候補ではなかったが、同州知事選に共和党から立候補していたメグ・ホイットマン候補も民主党のベテランで元知事のジェリー・ブラウン州司法長官に敗北したため、選挙に自費で大金を投じると負けるというジンクスを踏襲するものになった[# 146]。
  - 2010年6月8日、ネバダ州の共和党上院予備選で、すでに4月15日のティーパーティー・エクスプレスで推薦を受けていたシャロン・アングル[125]候補は、保守派のラジオ司会者マーク・レヴィン[126]らの支持もあり、対立8候補を破って勝利した。ティーパーティーは、同州の上院議員である民主党上院院内総務ハリー・リードを目の敵にしており、共和党にとっても最重要選挙区であった。民主党と主流候補の逆風のなかで、当初の世論調査のではアングル候補がやや優勢であった。しかし、11月が近づくにしたがってアングル候補の「アメリカは国連から脱退すべき」や「教育省・エネルギー省の廃止」、「失業保険廃止」など極端な主張に辟易した世論が反発し、低迷していたリード議員の支持率が上昇しアングルと逆転した。民主党の選挙担当であるロバート・メネンデス上院議員は、アングル候補の予備選勝利について「共和党の権力層に近い候補者より、過激な候補者を選択した1つの例だ」との見解を選挙前に示していたが、 保守への偏りが無党派層を遠ざけてしまった例である。中間選挙は激しい中傷合戦の選挙戦になった。アングル候補の迷言を皮肉った「クレージー・ジュース」という選挙CMが有名で、彼女の良識を疑う戦略が功を奏し、11月2日の本選では現職のリード上院議員が僅差で競り勝った。民主党が上院の多数派を維持したことと合わせて、象徴的な選挙となった。
  - 2010年8月24日、アラスカ州の共和党上院予備選で、現職の共和党リーサ・マーカウスキー上院議員に対して、ティーパーティーとサラ・ペイリンは、陸軍士官学校出身の弁護士ジョー・ミラー[50]候補を支持して、接戦の末に勝利した。リーサ・マーカウスキーの父親フランク・マーカウスキーは、前職の同州選出上院議員で、かつペイリンの前のアラスカ州知事であり、2006年の州知事選ではお互いに中傷合戦を繰り広げた対立候補であった。マーカウスキー家と遺恨のあるペイリンは、リーサ・マーカウスキーが共和党主流派で「十分に保守的ではない」としてミラー候補を精力的に支援し、3%差の僅差での勝利だった。アラスカ州はレッドステートと呼ばれる共和党の地盤で、共和党予備選に勝つことは上院の議席の獲得を意味すると言われていたが、知名度が高く資金力もあったマーカウスキーは無所属候補として出馬した。ミラー候補は州でもほぼ無名であったほか、陣営で質問しようとしたジャーナリストに手錠をはめるなどの問題が起こり、支持を落とした。一方で、現職であるマーカウスキーは無党派層や民主党の一部からも支持を受け、有利に選挙戦を進めた。11月2日、中間選挙は予想通り、保守分裂の激しい選挙戦となり、共和党の票は割れることになった。投票用紙の確認作業には半月を要したが、11月17日、現職のマーカウスキー上院議員の再選が確定した。
- 2010年8月24日、アリゾナ州の共和党上院予備選では、2008年大統領選で共和党大統領候補となった現職の上院議員ジョン・マケインが楽勝すると思われていたが、ティーパーティーは「マケインは正真正銘の保守ではない」というラジオの保守派キャスターで元下院議員ヘイワース[127]候補の支持に回り、激しい選挙戦となった。中道派であるマケインは、不法移民対策での弱腰や妊娠中絶・生命倫理の立場を批判され、一時窮地に陥った。彼はなりふり構わず保守路線に軌道修正し、巨額の選挙資金を投じてヘイワースに対する徹底的なネガティブキャンペーンを行い、最終的には逃げ切った。共和党主流派が右派におもねることで辛うじてティーパーティーの攻撃をかわした形である。従来マケインは中傷戦術を嫌っていたが、今回の選挙では周囲が驚くほど辛辣な言動を繰り返し、隣のカリフォルニア州のフィオリーナ候補の応援を行った際には、現職のボクサー議員を激しく批判した。なおマケインとペイリンの大統領選後の確執は有名だが、この選挙においてペイリンはマケインを支持していた。11月2日、中間選挙ではマケイン上院議員の圧勝だった。
- 2010年8月24日、フロリダ州の共和党上院予備選では、共和党穏健派のチャーリー・クリスト[128]同州知事が出馬して楽勝と思われていたが、ティーパーティーの強い支持を受けたキューバ移民二世の同州議会議長マルコ・ルビオ候補に猛追されて、クリストは離党に追い込まれた。クリストは2008年大統領選挙で大統領候補の一人と目された有力知事だったが、オバマ大統領の景気刺激策に賛成するなど民主党への融和的な姿勢で保守派の批判を浴びていた。結局、彼は無所属候補として出馬することになり、ここでも共和党の地盤での保守分裂となった。ハンサムなルビオは「共和党のオバマ」または「共和党のプリンス[# 147]」と称される共和党の次世代スター候補で、妊娠中絶反対や小さな政府などを主張する保守派。11月2日の本選挙では、ティーパーティーの絶大な支持を背景にしたルビオ候補が、新人としては異例の圧勝を収め、人気の高さを誇示した。

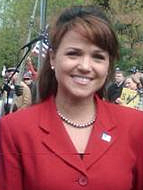
ティーパーティー旋風の代表格・オドネル候補. 2010年

- - 2010年9月14日、デラウェア州の共和党上院予備選で、共和党穏健派で無党派にも幅広い人気を誇った元同州知事で下院議員マイク・キャッスル[129]候補に対して、（州外勢力の）ティーパーティーとサラ・ペイリン、マーク・レヴィンらは、テレビコメンテーターのクリスティン・オドネル[102]候補を支持して、終盤で一気に劣勢を巻き返して勝利した。民主党寄りの無党派層を取り込める可能性のあったキャッスル候補で共和党主流派は選挙を勝負したかったので、ティーパーティーに戦略を阻止されたことになる。
オドネル候補は「マスターベーションに反対する[130][# 148]」や「（タイム誌の表紙になったという理由で）オバマは悪人[131]」、進化論を否定して「進化論はでっち上げの神話」と言うなど、しばしば奇妙な発言をすることで知られる右翼の超保守派で、共和党関係者ですら妄想的と眉をひそめる人物であった。ブッシュ前政権で戦略担当だったカール・ローヴなどは彼女のような強硬保守が共和党の候補者では負けると選挙前に嘆息していた。奇妙な発言であってもメディアに取り上げられることが多いので、良くも悪くも第二のサラ・ペイリンとの評価もあるが、過剰な注目のマイナス効果として「魔術にはまっていた」との過去の発言や学歴詐称疑惑なども報じられ、その後は注目度に反比例して支持率を落とした[# 149]。このため共和党は途中から選挙資金を撤退したと言われ、オドネルもメディアで共和党への苦情を述べていた。支持母体は、人工妊娠中絶反対で団結した州外のティーパーティー勢力と言われ、多くの選挙資金もそこに頼っていた。
「私は魔女ではありません」の選挙CMは全米でも特に有名[# 150][# 144]だが、もともとデラウェア州は民主党の強力な地盤であり、彼女は前回の2008年上院選でも現在のジョー・バイデン副大統領（当時は上院議員）に完敗し、2010年11月2日、今回の中間選挙でも再び敗北を喫した。敗北は当然という分析がある一方で、代表的なティーパーティー候補だったため大きく報道された。
- 2010年9月14日、ニューハンプシャー州の共和党上院予備選で、地元のティーパーティーは弁護士オビド・ラモンテイン[132]候補を支持して、共和党主流派とサラ・ペイリンなどが支持した前州司法長官ケリー・エイヨット[133]候補と激しい選挙戦を演じた。結果はエイヨットが得票差わずか1667票で辛勝した。この大接戦の背景はティーパーティーの力によるところが大きく、敗北はしたものの本戦に向けて選挙を盛り上げた。エイヨット候補は接戦勝利の余勢をもって本選に臨み、11月2日、中間選挙では快勝した。

### 下院選挙
アメリカ合衆国下院は2年に一度全議席（435）が改選されるが、2010年の改選前で民主党(257)と共和党(178)の勢力に分かれていた。大統領選で与党が大勝した後の中間選挙では、”引き潮”という政治力学が働き、例年、与党が不利となるが、2010年は経済の悪化という悪条件も加わり、ティーパーティー草の根保守の活動もある。民主党への逆風は強いが、もともと下院は現職に有利な区割りのため、これだけの逆風でも民主共和両党の現職再選がほぼ確実な選挙区がおよそ4/5を占める。両党は残りの1/5（80ほど）を取り合うわけだが、結果が予想できないほどの接戦となったのはそのなかでも40前後の選挙区に限られた（詳しくは「英語版・下院選記事」を参照）。しかし11月2日の中間選挙では、そのほぼ全てが共和党に取られるという、民主党の歴史的大敗北で、共和党は61議席（9未決）以上も上積みして下院は共和党が多数派となった。（下院のティーパーティー候補は100以上に及ぶため、代表的なもののみ）
- 2010年3月、イリノイ州第11区の共和党下院予備選で、ティーパーティーの支持を受けたアダム・キンジンガー[134]候補が第2投票で指名を獲得した。本選では現職の民主党デビー・ハルバーソン下院議員に挑むことになったが、優位に選挙戦を進め、11月2日、中間選挙でも勝利した。
- 2010年6月8日、サウスダコタ州全州代表の共和党下院予備選で、州議会議員クリスティ・ノエム[135]候補は、ティーパーティーの熱心な支持を受けて、州司法長官ネルソン候補など3候補を破って指名を獲得した。ノエムはサラ・ペイリンと同じ「生命を尊ぶフェミニスト（FFL）[136]」という団体に属するプロライフを支持する妊娠中絶反対[137]の保守派。またオバマケアにも反対していて同法の廃止を訴えている。11月2日、ノエム候補は中間選挙で勝利したが、オバマケアの修正または廃案化は下院での最初の争点になると思われる。
- 2010年6月8日、サウスカロライナ州第1区の共和党下院予備選で、ティーパーティーの支持を受けたティム・スコット[138]候補が、共和党主流派が支持し、前同州選出上院議員ストロム・サーモンドの息子であるポール・サーモンド候補らを破って指名を獲得した。一方、同州第1区ではリバタリアン党のキース・ブランドフォード候補も、ボストンティーパーティー全国委員会という2006年創立の最も古いティーパーティーグループから公認をうけて立候補しており、ティーパーティー分裂の選挙となったが、11月2日の中間選挙の結果は、スコット候補の圧勝で、第3候補のブランドフォード候補は（記入候補のため）ほとんど得票できなかった。
  - 同日、ニュージャージー州第6区の共和党下院予備選で、ティーパーティーの支持を受けたアン・C・リトル[139]候補が、共和党主流派が擁立した候補を破って指名を獲得した。しかし11月2日の中間選挙では、民主党のフランク・ファロン[140]候補に敗れた。

### 州知事選挙
アメリカ合衆国の50州およびその他の領土のうち今回改選があるのは37州とグアム（準州）とアメリカ領ヴァージン諸島（属領）の39の地域である。この39のうち改選前の民主党知事は20人で、8人が任期切れ、4人が自主的に退任する。ティーパーティーの活動によって前述のフロリダ州知事が無所属に転じたため、改選前の共和党知事は一人減って18人で、うち8人が任期切れ、3人が自主的に退任、1人の現職が予備選で敗退した。37州のうち24州は現職が立候補しない新人同士の対決。
中間選挙の結果、民主党は11州で負け、5州で勝ち、残りは現職が維持したが、ここでも共和党に逆転を許した。よって全体では州知事の勢力は、民主党20（→前26）、共和党29（→前22）、無所属1（→前2）となっている。
- 2010年6月1日、ニューメキシコ州の共和党州知事予備選で、地方検事スザンナ・マルチネス[144]候補は、サラ・ペイリンの支持を得て、指名候補となった。これでニューメキシコは民主党指名候補の同州副知事ダイアン・デニッシュ[145]候補とで女性候補同士の対決となったが、11月2日の中間選挙ではマルチネス候補が当選し、ヒスパニック系女性初の知事となった。
- 2010年6月8日、メイン州の共和党州知事予備選で、ウォータービル市長ポール・ルパージュ[146]候補が、ティーパーティーの草の根的な支持を得て、対立6候補を破って指名を獲得した。11月2日の中間選挙では独立系のエリオット・カトラー[147]候補に猛追されたが、最終的にはルパージュ候補が当選した。
- 2010年6月22日、サウスカロライナ州の共和党州知事予備選で、ミット・ロムニー前マサチューセッツ州知事やサラ・ペイリン、ティーパーティーの支持を受けた同州下院議員ニッキー・ヘイリー候補が、終盤に急速に支持を伸ばし、チェイニー前副大統領らが支持した共和主流派の下院議員グレシャム・バレット[148]候補を、決選投票で破って指名を獲得した。ヘイリー候補はインド系アメリカ人、かつシーク教から改宗したメソジストということで、人種差別の疑惑が付きまとうティーパーティー系では異色の候補であった。サウスカロライナ州は今回任期切れで退任するマーク・サンフォード知事が不倫失踪事件を起こしたことで有名だが、スレンダーな美人のヘイリー候補にも予備選の最中に二人の不倫相手と名乗る男性がメディアに登場するなどの騒動があった。11月2日、中間選挙ではヘイリー候補が当選し、二人目[149]のインド系知事となった。
- 2010年7月27日、オクラホマ州の共和党州知事予備選で、サラ・ペイリンが支持する下院議員メアリー・フォーリン[150]候補が、対立5候補を破って指名を獲得した。11月2日の中間選挙でも当選した。
  - 2010年9月14日、ニューヨーク州の共和党州知事予備選で、ティーパーティーの熱心な支援を受けた不動産開発業者カール・パラディーノ[151]候補が、元下院議員リック・ラジオ[152]候補らを破って指名を獲得した。イタリア系移民二世で、ブルドッグを連れて闊歩する姿がいかにもという不動産屋のパラディーノ候補の勝利は予想外のもので、ニューヨークのローカルニュースを驚かせた。しかしゲイバッシングと取られる発言や人種差別的なオバマ批判のメールが問題になって支持は急落し、11月2日の中間選挙では民主党アンドリュー・クオモ同州司法長官に大差をつけられて敗北し、アンダードッグ候補の逆転劇とはいかなかった。敗北会見では、（本人の説明では民衆の怒りの象徴という）オレンジ色のバットを持って現れ、映画「アンタッチャブル」の真似[153]をして「これではまだ終わらない」と再起を誓っていた[# 151]。

## ティーパーティーと2016年大統領選挙
共和党内における指名争いにおいては、主にテッド・クルーズ上院議員を支援していた。
11月の大統領選挙で勝利した共和党候補の実業家ドナルド・トランプは、副大統領にティーパーティー支持者として知られるインディアナ州知事のマイク・ペンスを指名した。したがって、史上初めてティーパーティー運動関係者が合衆国副大統領になる。また、トランプの選挙戦自体にティーパーティー運動が深く関与していた。トランプはティーパーティーのマイク・ポンペオをCIA長官に指名。2018年には解任されたレックス・ティラーソンの後任としてポンペオは国務長官に就任した。

## アメリカ以外への波及
アメリカ合衆国以外の類似の運動には以下がある。イタリア、イギリス、アイルランド、オランダ、カナダ、オーストラリア、ニュージーランド、日本などの国に影響は広がった。何れの国でも経済が低迷しており、巨額の国家債務をかかえていたことが特徴である。特にヨーロッパに置いてはユーロ危機以来、経済が悪化している事から、アメリカのティーパーティー運動の影響を受け、現地の右翼系ポピュリストの政治家や、リバタリアンや保守系の人を中心に反政府を揚げ、小さな政府と減税を主張し、政府による大きな政府や増税などの政策に反対してティーパーティー運動を始めた。オランダではアメリカのティーパーティー運動の影響を受け、2010年6月に行われた選挙で右翼政党の自由党が成功を収めた。また日本でもティーパーティー運動にあやかろうする動きがあり、名古屋市長河村たかしの減税日本が減税と小さな政府というサッチャー、レーガン流の政策で地域社会に浸透した。また右派の橋下徹の維新の会も、新自由主義と右派の政策で、大衆のポピュリズム的支持を得てきた。橋下が支持を得てきた背景には、大阪・東京のテレビ・新聞の報道姿勢が大きく影響している。超党派の議員を支持する東京茶会が立ち上がるとともに、日本創新党、幸福実現党等も2010年5月11日に3000人以上が東京の日比谷公園でデモを行った。

## その他

### 呼称について
日本において「ティーパーティー」は、茶会や茶会運動、茶会党などとも表記されている。朝日新聞はティーパーティーかティーパーティー（茶会）。毎日新聞と読売新聞はティーパーティー、ティーパーティー（茶会運動）、茶会運動など。MSN産経ニュースやCNN.JP、時事通信などはそのままティーパーティーのみ。ウォール・ストリート・ジャーナル（WSJ）日本語版は通常記事ではティーパーティーであるが、翻訳記事では茶会党が用いられている。ただし茶党とするものはなかった。
テレビのニュース放送では、ティーパーティーと必ず一回は言って説明しており、茶会や茶会党などの漢字表記は、紙面での字数制限に則したもののようである。